# Marienburg (Malbork)
Die Marienburg (polnisch Zamek w Malborku) ist eine neogotische Niederungsburg in der pommerschen Stadt Malbork (deutsch Marienburg) bei Danzig. Im 13. Jahrhundert vom Deutschen Orden erbaut und im 18. Jahrhundert zur Ruine verfallen, ließ der deutsche Kaiser und preußische König Wilhelm II. die Anlage vom Architekten und Denkmalpfleger Conrad Steinbrecht 1882 bis 1918 wiederherstellen. Mit rund 500.000 Besuchern im Jahr gehört sie zu den beliebtesten Sehenswürdigkeiten Polens.

## Forschungsstatus
1794 verfertigte Friedrich Gilly (1772–1800) Zeichnungen, die zunächst 1795 in der Akademie der Künste in Berlin ausgestellt wurden und in den Jahren 1799–1803 dank einer großangelegten Veröffentlichung in der Technik der aquatinta von Friedrich Frick (1774–1850) einer breiteren Öffentlichkeit zugänglich gemacht wurden. Als Beilage erschien die erste historische Studie zur Geschichte von Malbork von Konrad Levezow (1770–1835). Gleichzeitig wurden damit Forschungen zum Großmeisterpalast begründet. Die historische und architektonische Bedeutung des Schlosses wurde erkannt und dieses vor dem Abriss gerettet.
Ab 1817 initiierte die zweite Forschergeneration die sogenannte „Zeit der romantischen Restaurierung“ unter der Leitung von Theodor von Schön (1773–1856). Erstmals wurden Quellenarbeiten und Forschungen zur architektonischen Struktur des Schlosses durchgeführt. Es entstanden die erste Monographie des Schlosses (Johann Büsching, 1783–1829) und eine ausführliche Studie zur Geschichte von Malbork (Johannes Voigt, 1786–1863).
In der zweiten Hälfte des 19. Jahrhunderts wurde unter dem Einfluss der Veröffentlichung Ferdinand von Quasts (1807–1877) die Analyse der architektonischen Struktur vertieft. Quast unterschied zwei Hauptphasen des Schlossbaus. Die erste in den 1330er Jahren, als ein kleineres Gebäude gebaut wurde, und eine beeindruckende Erweiterung zu Zeiten von Winrich von Kniprode. August von Essenwein veröffentlichte 1889 im Handbuch der Architektur einen rekonstruierten Grundriss der Burganlage. Weitere Forschungen bis zum Zweiten Weltkrieg erfolgten unter der Leitung von Conrad Steinbrecht, Bernhard Schmid und Karl-Heinz Clasen (1893–1979).
Nach 1945 interessierten sich polnische Forscher für die Geschichte und Nutzung des Großmeisterpalastes. Die ersten Studien von 1963 von Antoni Kąsinowski und Hanna Domańska blieben unveröffentlicht. Während der Restaurierungsarbeiten gegen Ende des 20. Jahrhunderts veröffentlichten Kazimierz Pospieszny und Bernard Jesionowski nach dem Studium der Baugeschichte des Schlosses mehrere Berichte über die Entstehung der Modelle für das im Bau befindliche Schloss. Sławomir Jóźwiak und Janusz Trupinda führten zu Beginn des 21. Jahrhunderts Quellenstudien durch und beleuchteten dabei auch die Funktion des Hochmeisterpalastes näher.

## Architektur und Baugliederung

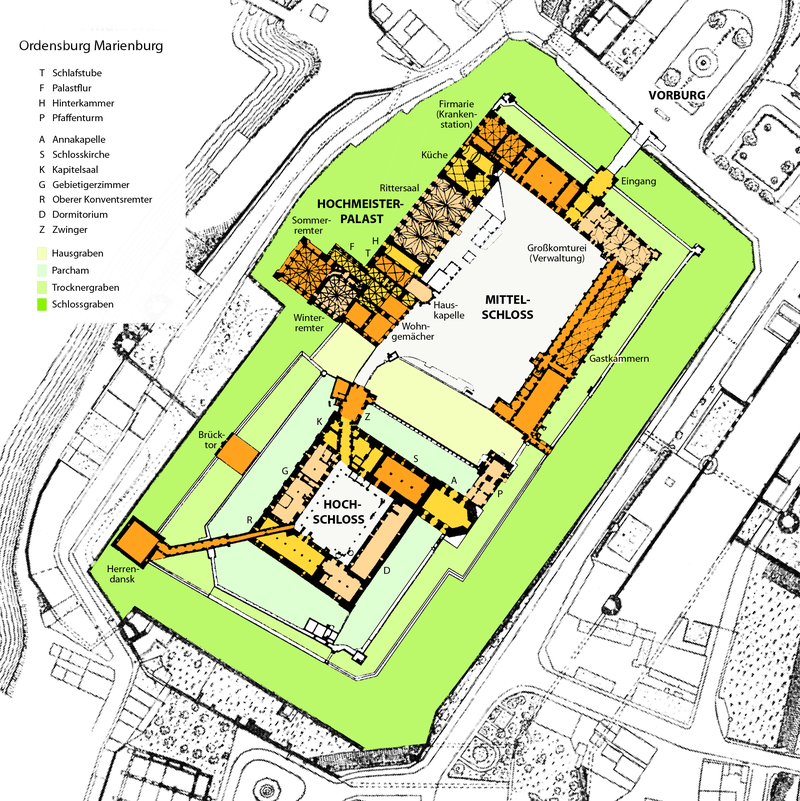
Orientierungsplan des heutigen Museumsgeländes (2022), zum Grundriss der spätmittelalterlichen Festungsanlage Marienburg vergleiche Essenwein

Architektonisch ist die Burg der Backsteingotik zuzuordnen. Diese beginnt im späten 12. und endet etwa im 16. Jahrhundert. Spätere An- und Umbauten gehen in die Backsteinrenaissance über.
Die mittelalterliche Burganlage lässt sich in folgende Baugruppen gliedern: das Vorschloss (auch: Vorburg) mit Wirtschaftsteil, das Mittelschloss und das Hochschloss. Östlich vorgelagert sind die Außenbefestigungen. Den Gebäuden dieser Bereiche waren unterschiedliche Aufgaben zugeordnet, die dementsprechend auch architektonisch äußerst verschieden gestaltet sind, wenngleich sie alle einem einheitlichen stilistischen Grundkonzept folgen.

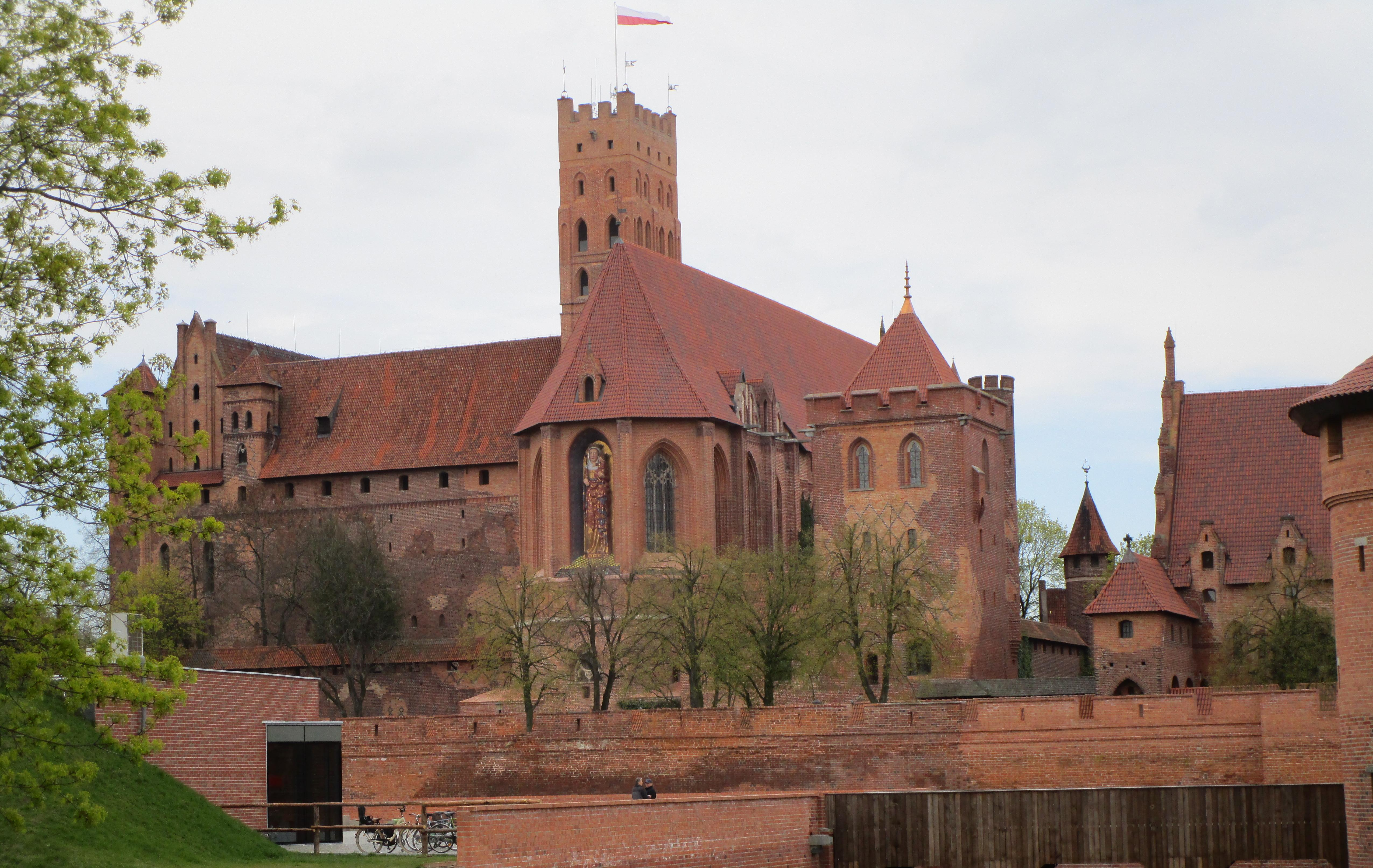
Das Hochschloss mit Turm von Osten 2016

### Hochschloss
Das Hochschloss stellt den ältesten Teil der Marienburg dar und ist dem Typ des kastellartigen, quadratischen Konventshauses zuzurechnen. Dabei diente der Vierflügelbau als Stützpunkt und Unterkunft der Ordensritter. Der um 1280 fertiggestellte Nordflügel des Hochschlosses beherbergte neben der Kapelle und dem Kapitelsaal zunächst auch den Schlafsaal (Dormitorium) der Ritterbrüder.
Marienkirche

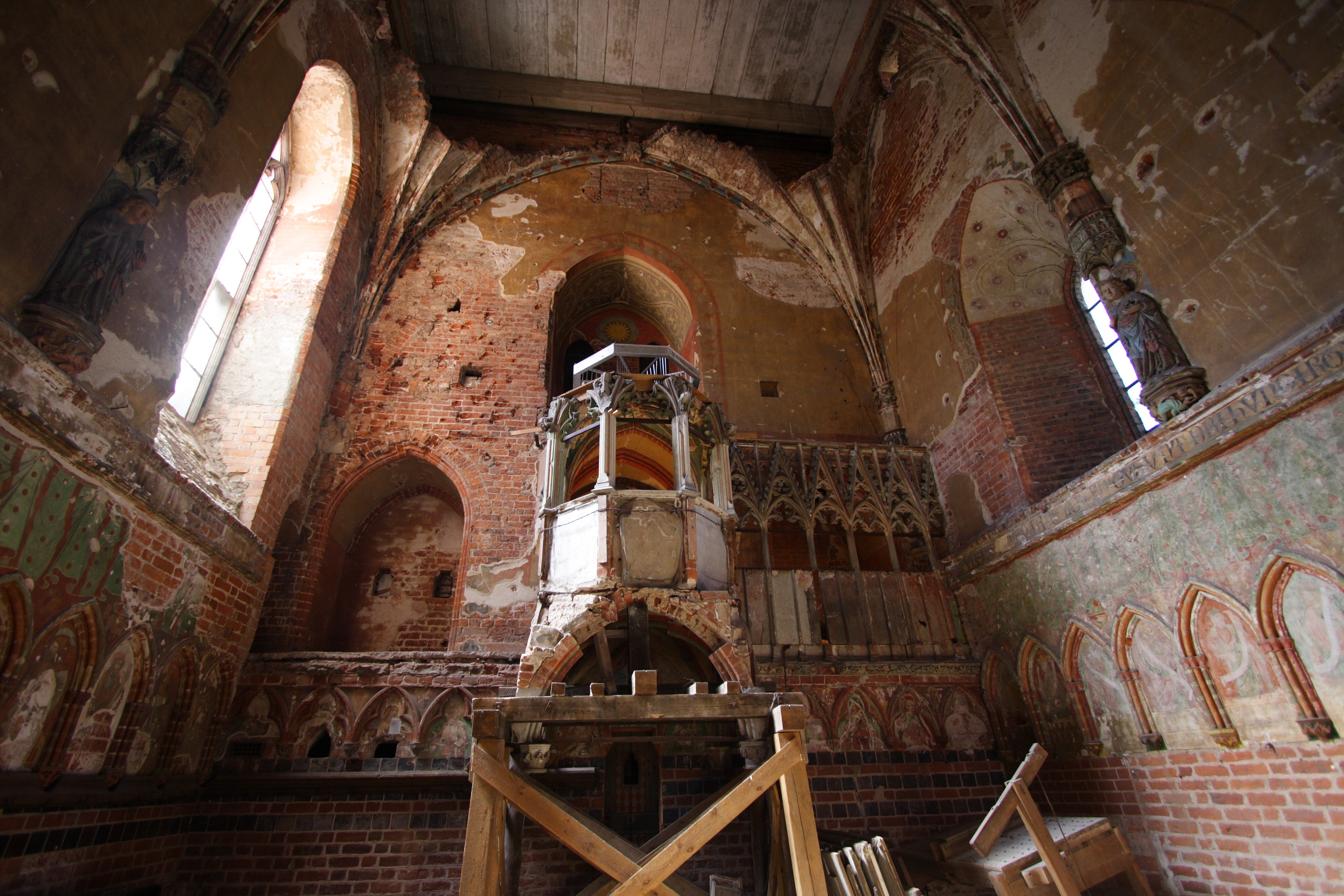
Die Kanzel der 2009 noch zerstörten Marienkirche
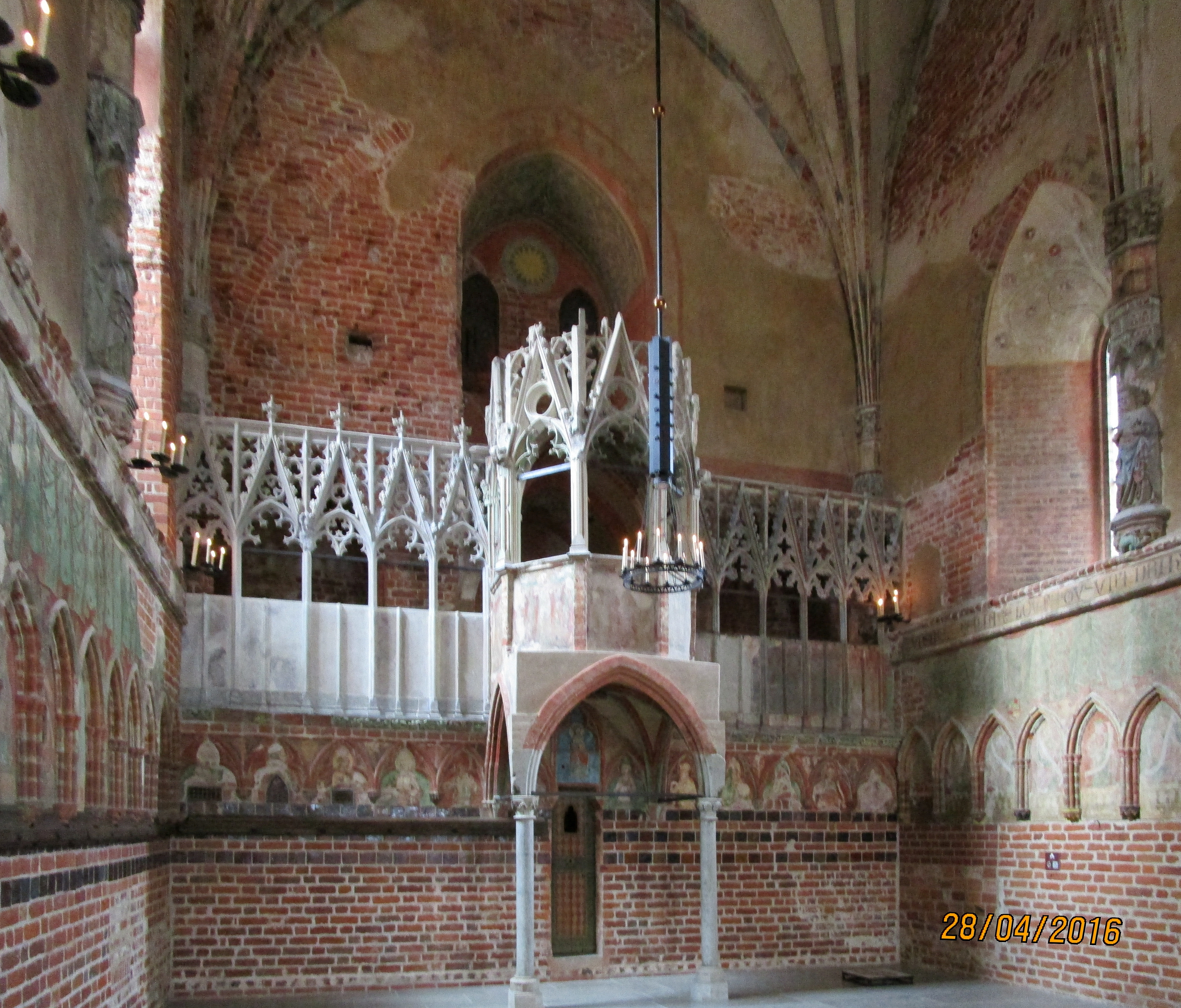
Restaurierte Kanzel und deren Umgebung 2016

Bis 1344 wurde die zum Hochschloss gehörige Kapelle unter dem Hochmeister Dietrich von Altenburg zur Sankt Marien-Kirche ausgebaut, wobei er einen über den Baukörper des Hochschlosses hinausragenden polygonalen Chor anbauen ließ. An der Außenwand des Chorschlusses befand sich in einer Nische eine mit farbigem venezianischem Glasmosaik überzogene, 8 Meter hohe vollplastische Madonnenfigur, die namensstiftend für die Marienburg war; 1945 wurde sie im Rahmen der Kriegsereignisse zerstört, jedoch ab 2014 wiederhergestellt. Am 31. März 2016 fand in Anwesenheit des damaligen Deutschordens-Hochmeisters Bruno Platter aus Wien die feierliche Wiederweihe statt. Unter der Marienkirche befindet sich die Annen-Kapelle; sie diente als Krypta und war Begräbnisstätte mehrerer Hochmeister.

### Mittelschloss
Das Mittelschloss wurde ab 1309 errichtet und beherbergte wichtige, für die Verwaltung des Ordens und des Landes notwendige Einrichtungen. Im Mittelschloss befand sich auch die Residenz des Hochmeisters mit den Repräsentationsräumen. Unter Siegfried von Feuchtwangen, der 1309 den Hochmeistersitz von Venedig nach Marienburg verlegte, und Luther von Braunschweig wurde das Mittelschloss ausgebaut.

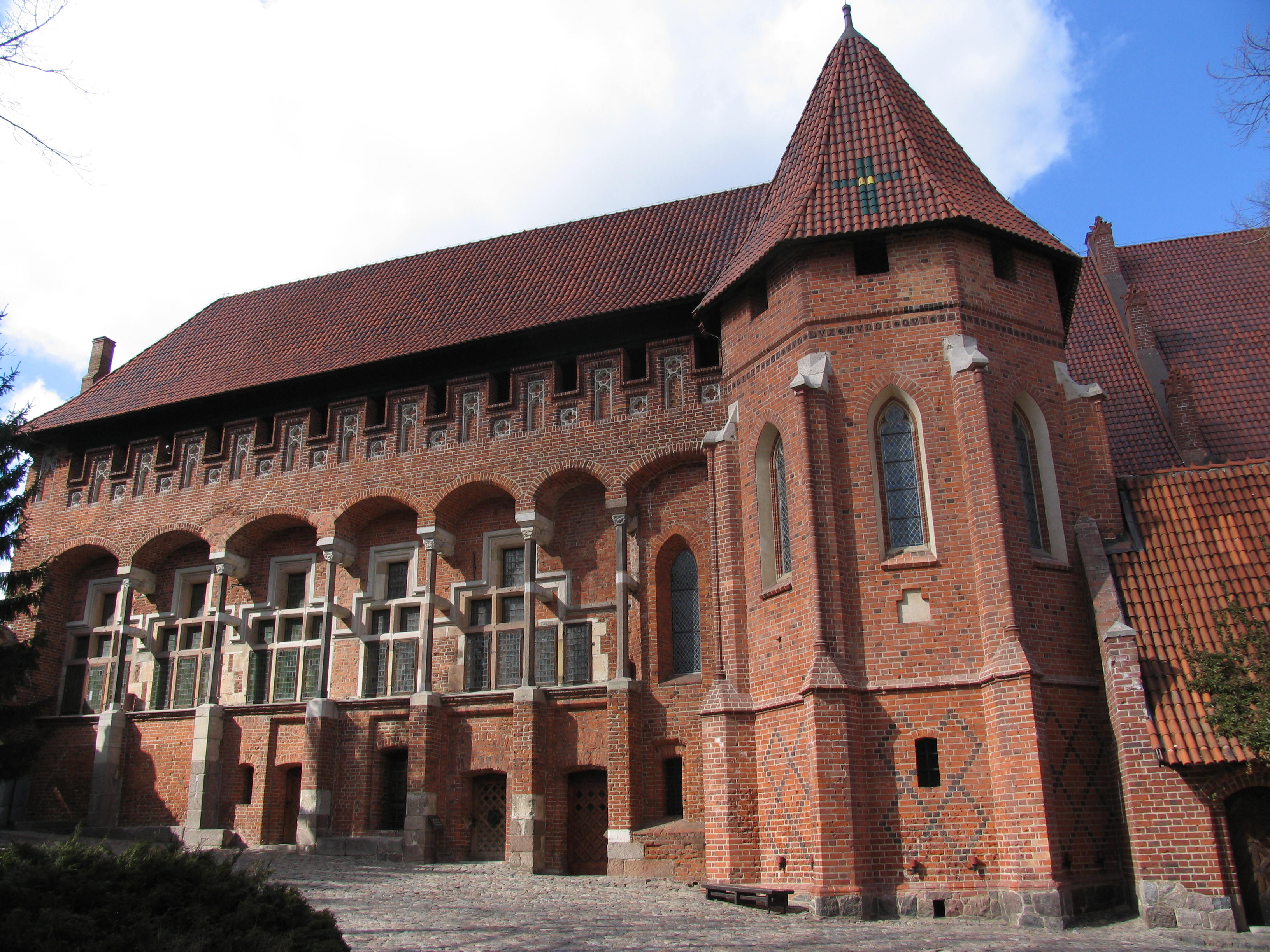
Hochmeisterpalast mit schlanken Granitpfeilern vor der Fensterfront der Hochmeisterwohnung

Der bedeutendste Gebäudeteil des Mittelschlosses ist wohl der Hochmeisterpalast. Der um 1400 vollendete Profanbau, der wahrscheinlich nach Plänen des aus Koblenz stammenden Baumeisters Nikolaus Fellenstein errichtet wurde, stellt eine architektonische Besonderheit dar: In seiner Form entspricht der Hochmeisterpalast dem Typus eines Wohnturmes (Donjon) und weist neben niederdeutsch-gotischen Elementen auch Einflüsse italienischer und flämisch-burgundischer Bautradition auf. Damit verweist der Bau auch auf die weitreichenden Beziehungen des Deutschen Ordens an der Wende zum 15. Jahrhundert.

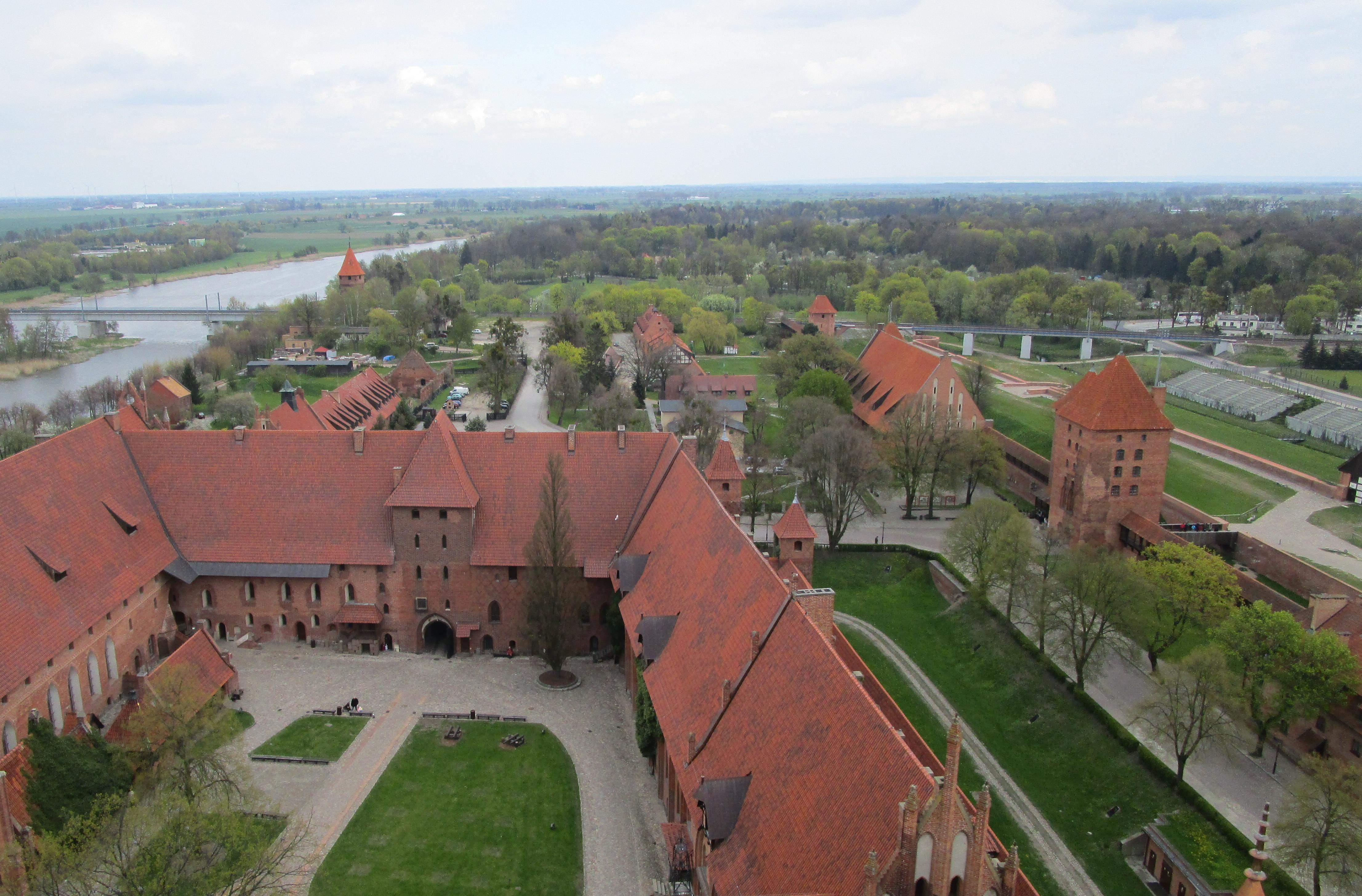
Sicht vom Turm:
vorn um den Hof das Mittelschloss,
dahinter die Vorburg mit Wirtschaftsbauten

Der Sommer- und der Winterremter (Remter oder Rempter: eingedeutschte Form des lat. Wortes Refectorium, dt. Speisesaal), zwei im Hochmeisterpalast gelegene Säle, wurden für Repräsentationszwecke des Hochmeisters errichtet und gehören in ihrer Architektur zu den eindrucksvollsten Innenräumen des späten Mittelalters. Die Sterngewölbe der beiden lichtdurchfluteten, quadratischen Säle werden jeweils von einer einzigen schlanken Granitsäule getragen.
Eine Steinkugel in der Wand über dem Kamin im Sommerremter – so erzählt die Legende – soll während der Belagerung durch den polnischen König Władysław II. Jagiełło (lit. Jogaila) im Jahr 1410 auf diesen, das Gewölbe tragenden Pfeiler geschossen worden sein, um den Hochmeister Heinrich von Plauen und seine Berater durch das einstürzende Gewölbe zu töten. Die Kugel hat das Ziel verfehlt.
Zwischen 1822 und 1828 wurde der Sommerremter nach Entwürfen Karl Friedrich Schinkels gestaltet. Nach Gemälden des Berliner Historienmalers Karl Wilhelm Kolbe unter Mitarbeit von Albert Höcker geschaffene Glasfenster zeigten Szenen aus der Ordensgeschichte. Im etwas kleineren Winterremter sind Reste der mittelalterlichen Wandmalereien des Malers Peter vom Anfang des 15. Jahrhunderts zu finden.
Der neben dem Hochmeisterpalast im Mittelschloss gelegene große Remter, rund 30 Meter lang, hat leichte Sterngewölbe, die von drei schlanken roten Granitpfeilern getragen werden. Schlanke Granitpfeiler (statt dicker Backsteinsäulen) sorgten auch für freie Sicht aus den großen Fensterflächen der Großmeisterwohnung.

### Vorschloss
Die Vorburg war ab 1309 in Ansätzen vorhanden. In der St. Lorenz-Kapelle, einem bescheidenen Bau mit Flachdecke, an die Außenmauer der Vorburg gelehnt, fanden die Gottesdienste für die Halbbrüder des Deutschritterordens und für die dienenden Schwestern statt. Die Kapelle enthielt eines der größten Meisterwerke der Malerei des 14. Jahrhunderts in den Ordenslanden, den Altar aus dem Ordensschloss Graudenz. Hochmeister Dietrich von Altenburg ließ das Komturhaus bauen und eine Pfahlbrücke über den Fluss schlagen.

### Außenbefestigungen
Eine Verstärkung der Verteidigungsanlagen wurde unter Heinrich von Plauen in der Mitte des 15. Jahrhunderts (Plauen-Bollwerk) durchgeführt. Es besteht seit dieser Zeit ein kompliziertes Mauer-Graben-Zwinger-System mit teilweise vierfachem Mauerring. Die Verteidigungswälle im nördlichen und östlichen Vorfeld wurden im Zeitraum 1656–1659 von den Schweden erbaut, die 1655 blutig und verheerend in Polen eingefallen waren (Schwedische Sintflut).

#### Dansker
Wie bei den Burgen des Deutschen Ritterordens üblich, verfügte auch die Marienburg über einen Dansker, der einerseits als westlicher Eckpfeiler der Befestigungen diente, jedoch auch eine Toilettenanlage beinhaltete; der mächtige Turm ist über einen Gang vom Hochschloss aus erreichbar. Zuvor hatte der neben der Marienkirche gelegene Pfaffenturm als Dansker fungiert.

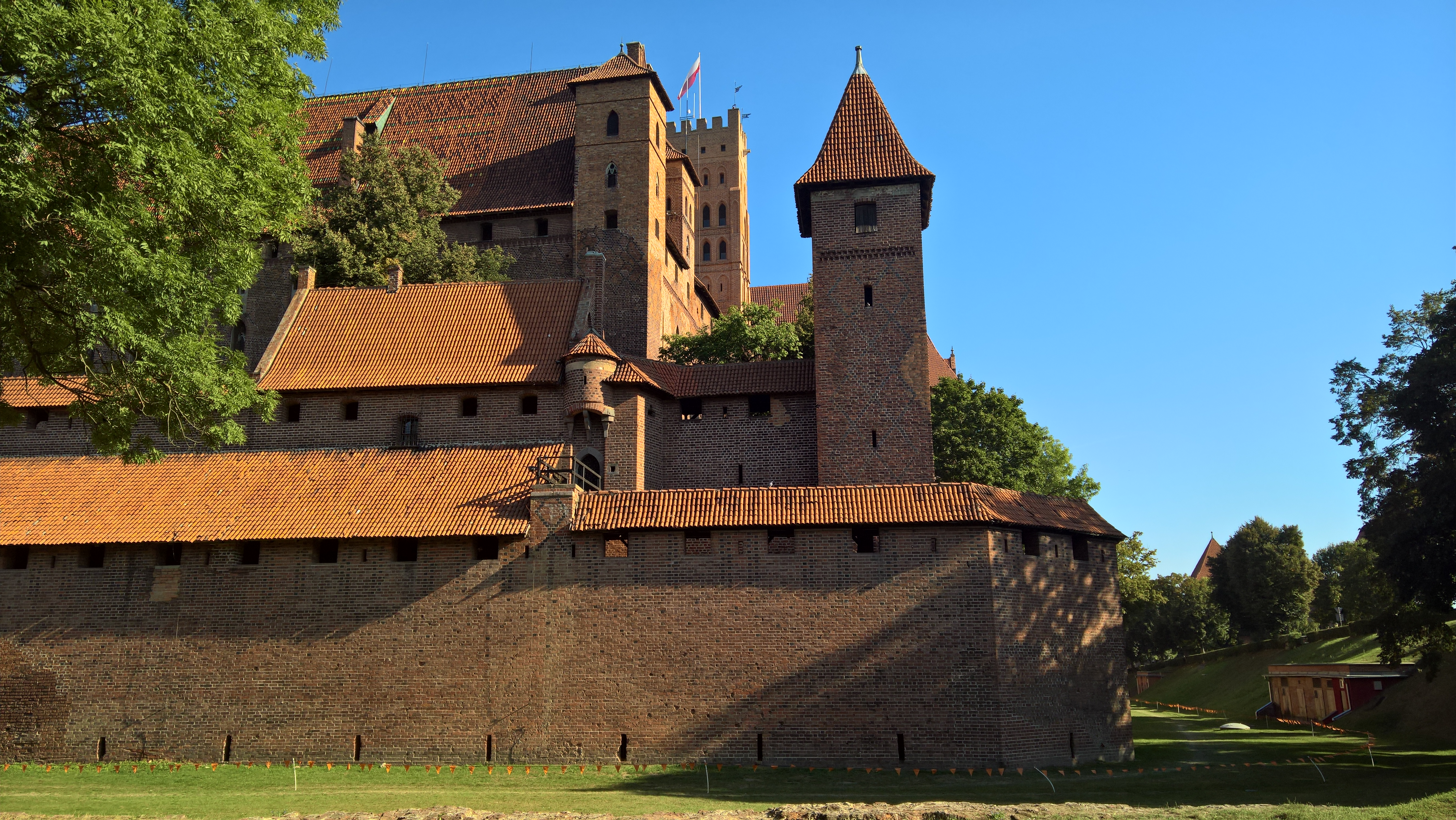
Südostecke des Hochschlosses mit Graben zwischen Burgmauer und Außenbefestigung
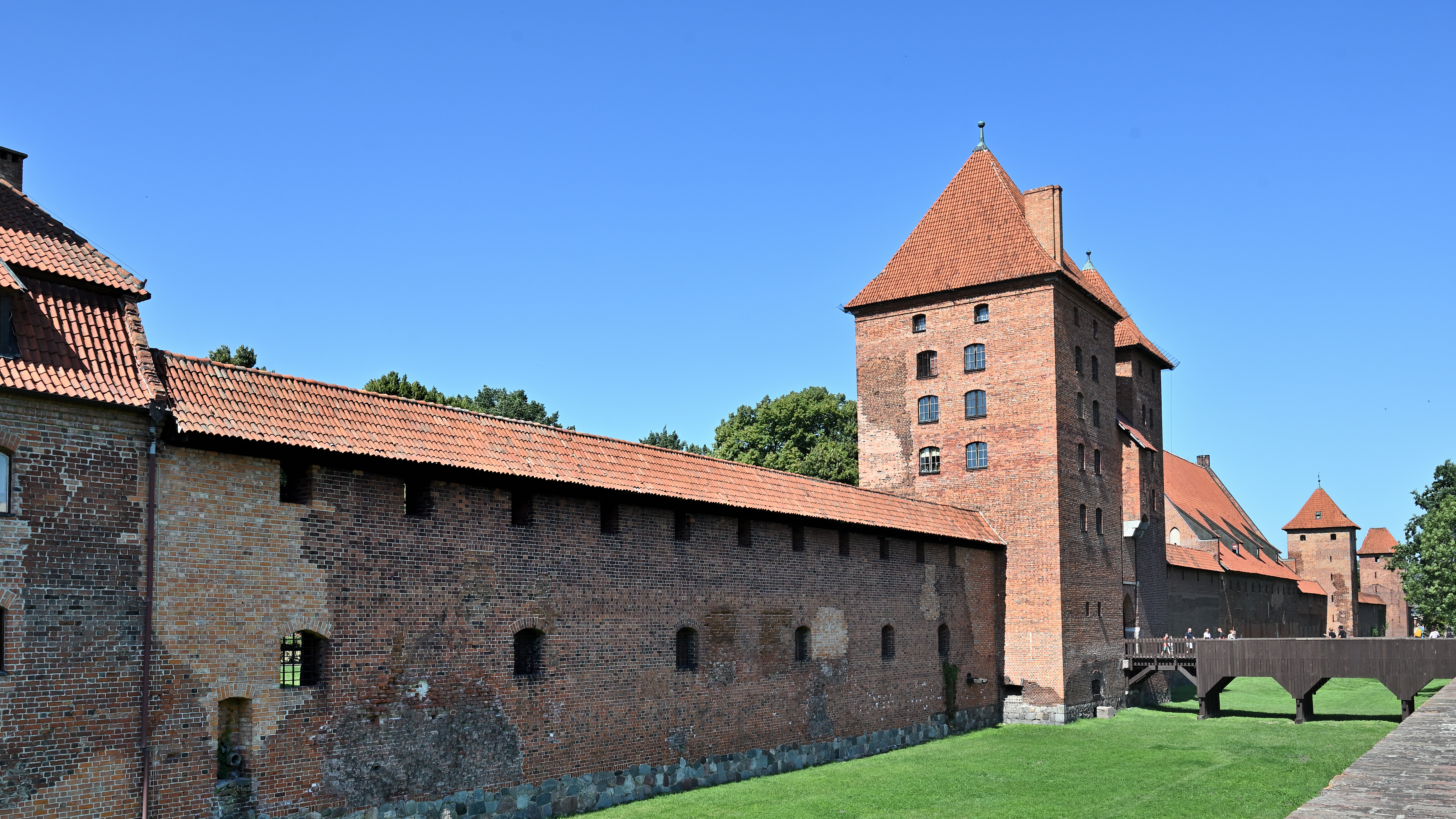
Östliche Außenbefestigungen
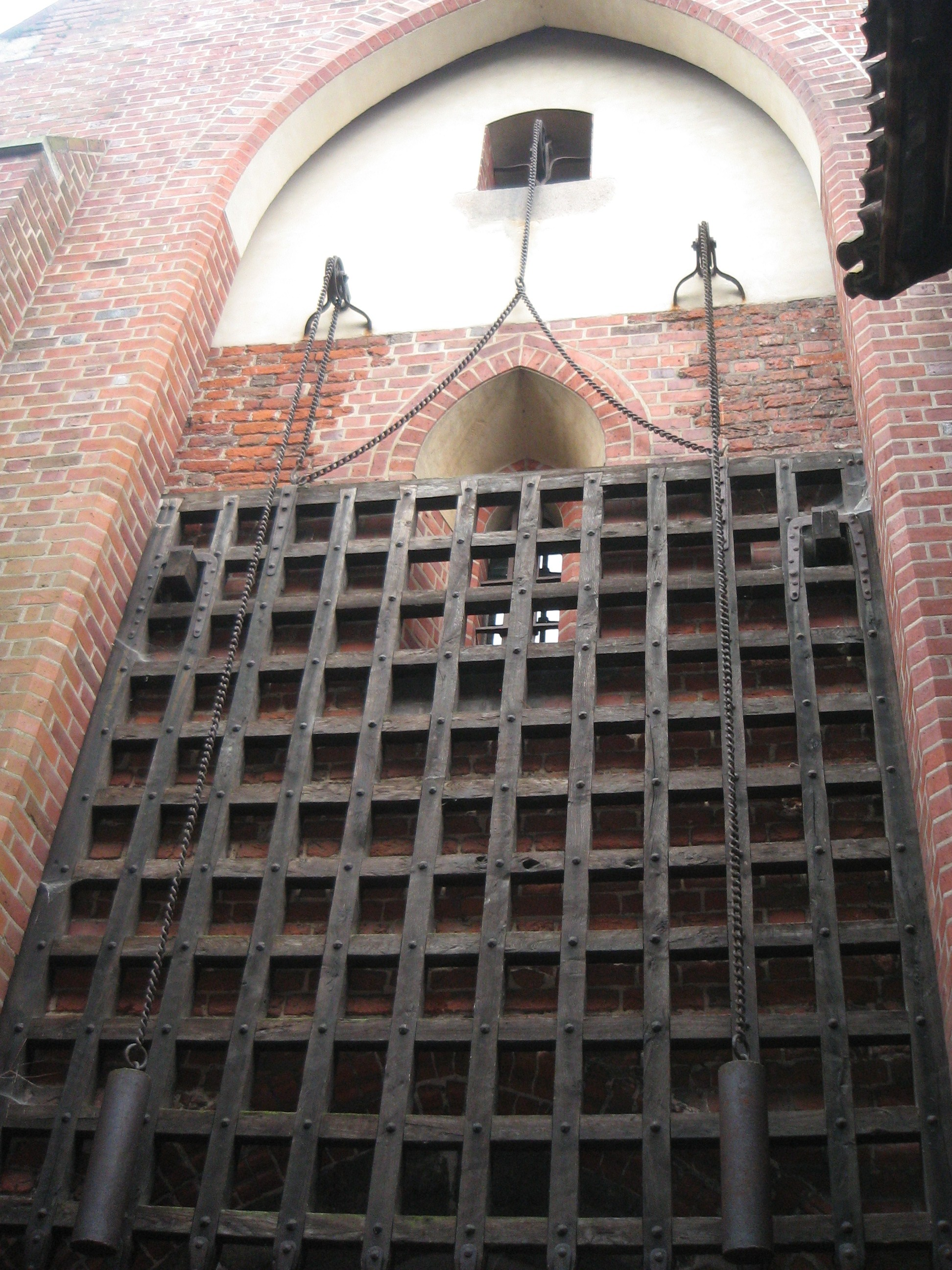
Fallgatter am Eingangstor
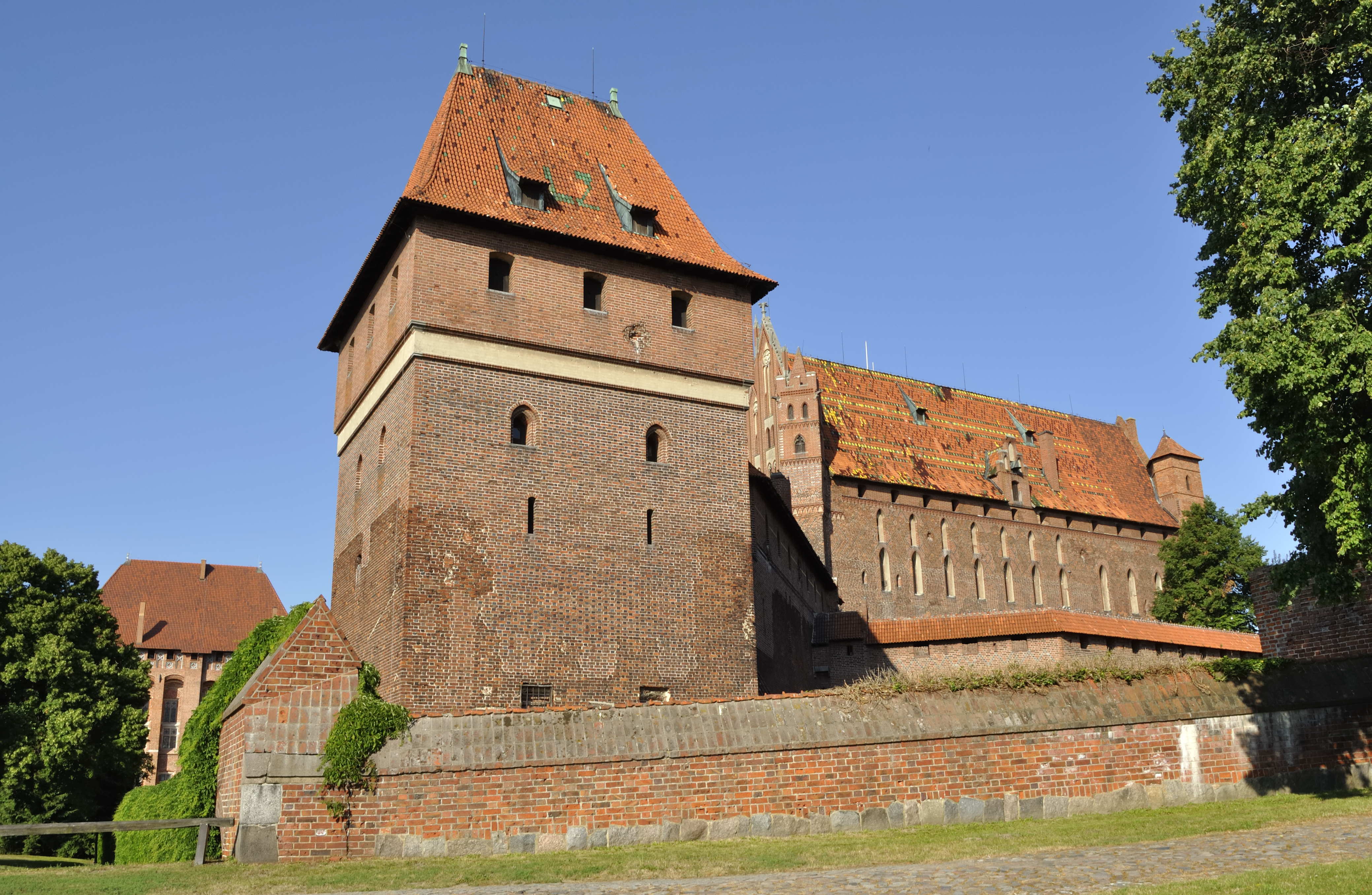
Der Dansker; rechts davon im Schatten der Verbindungsgang zum Hochschloss im Hintergrund

### Innenansichten

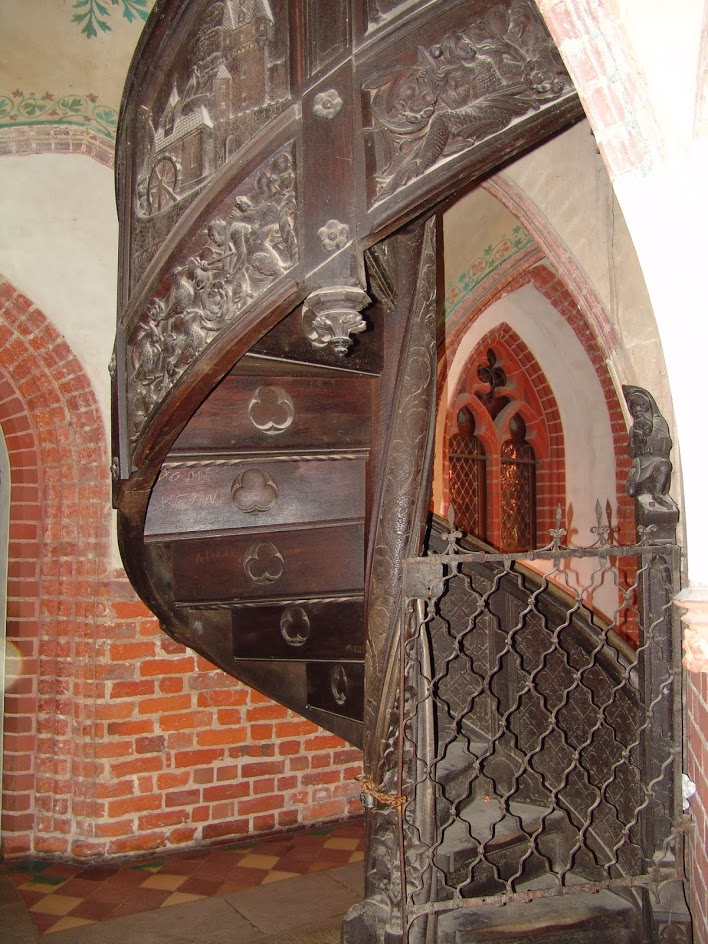
Eine der Treppen

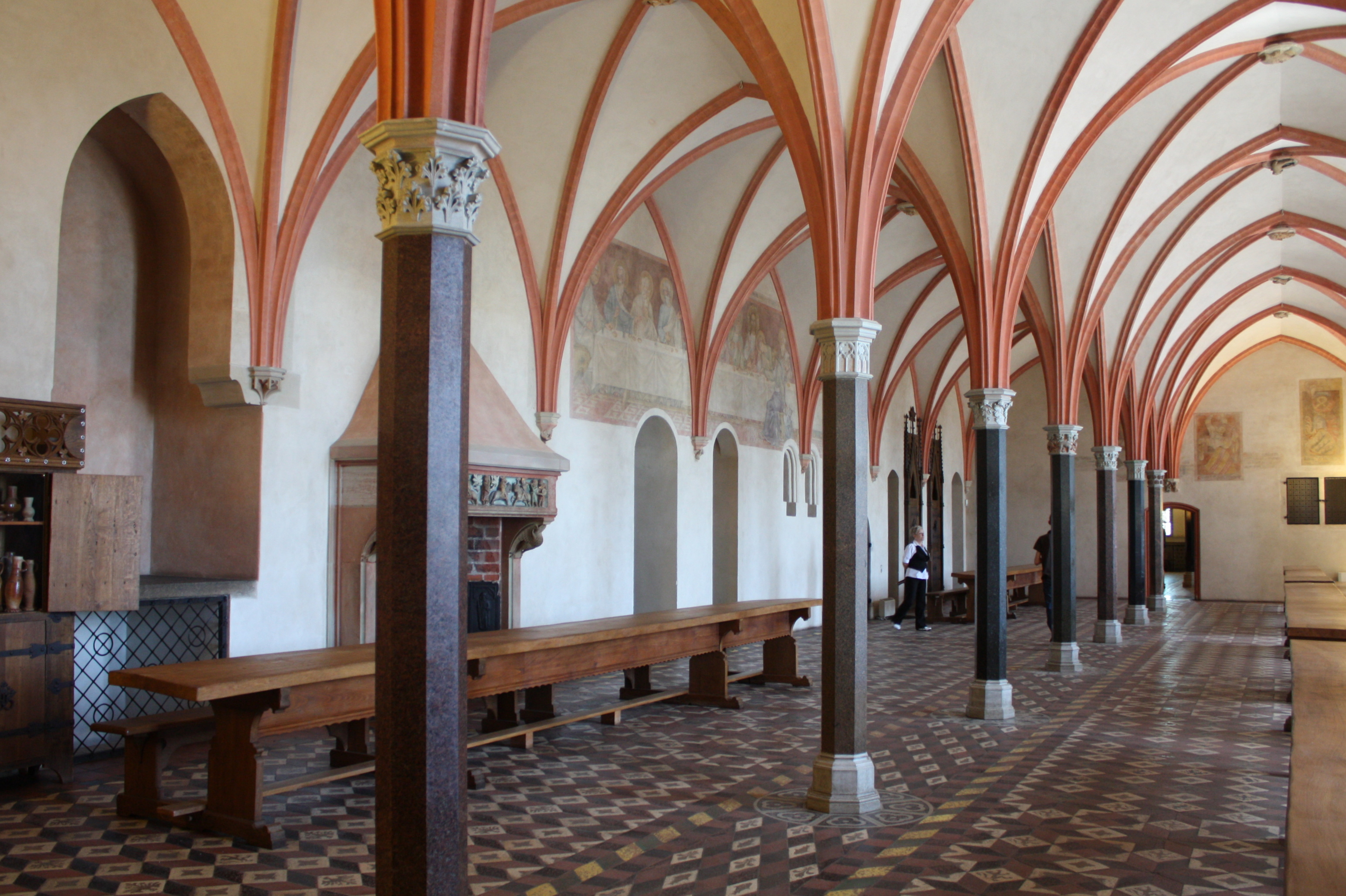
Refektorium im Hochschloss
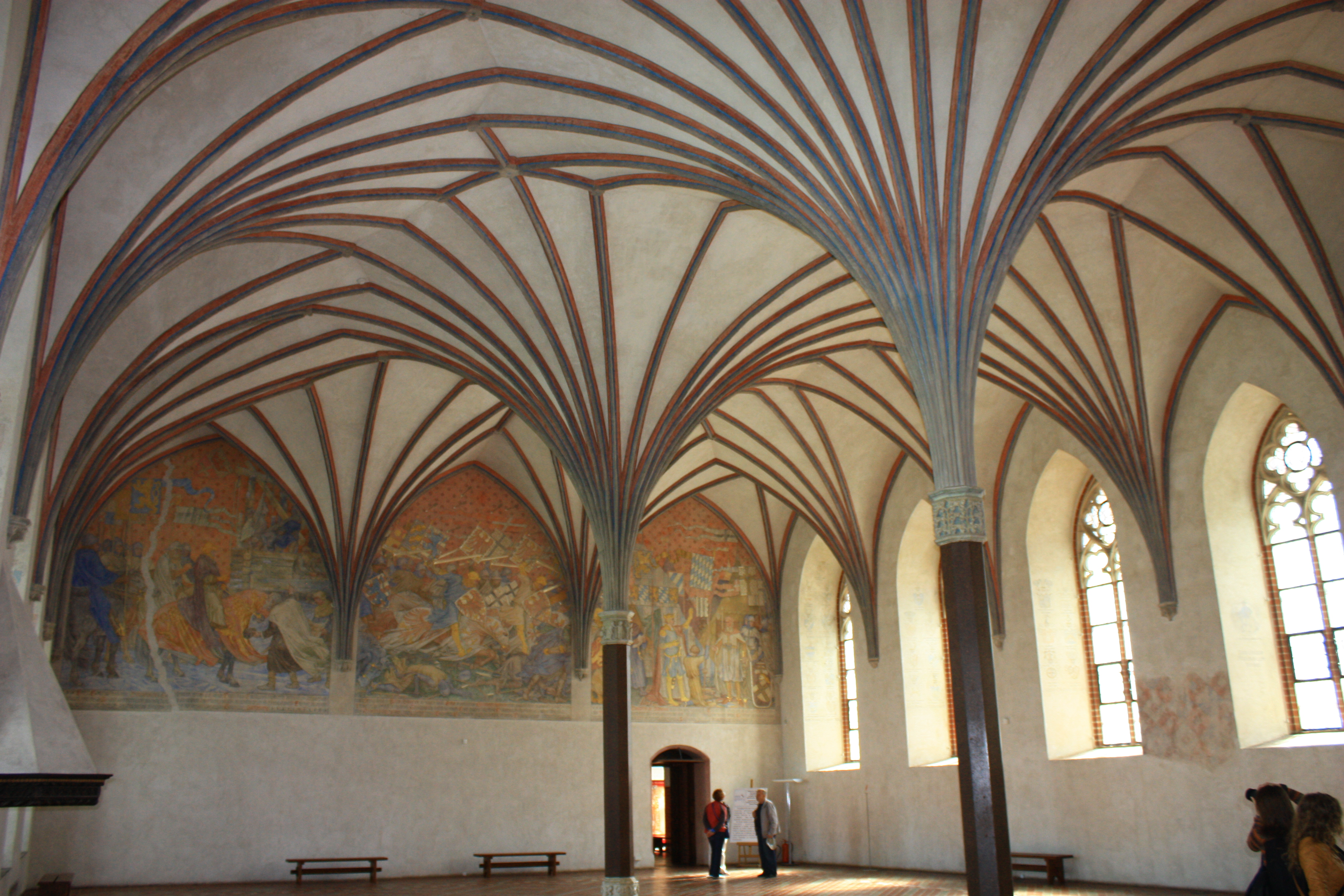
Großer Remter im Mittelschloss
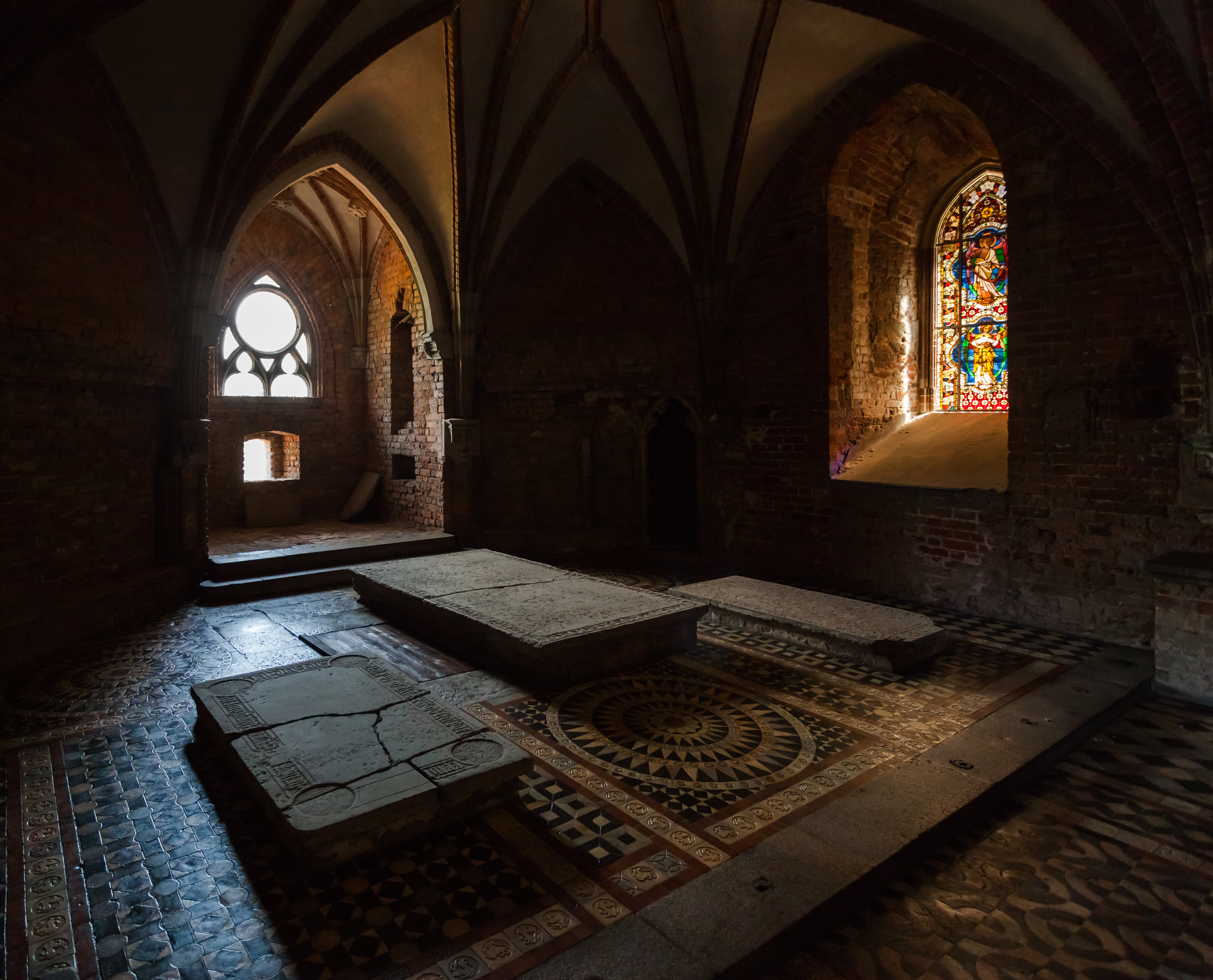
Grabplatten dreier Hochmeister in der Annen-Kapelle
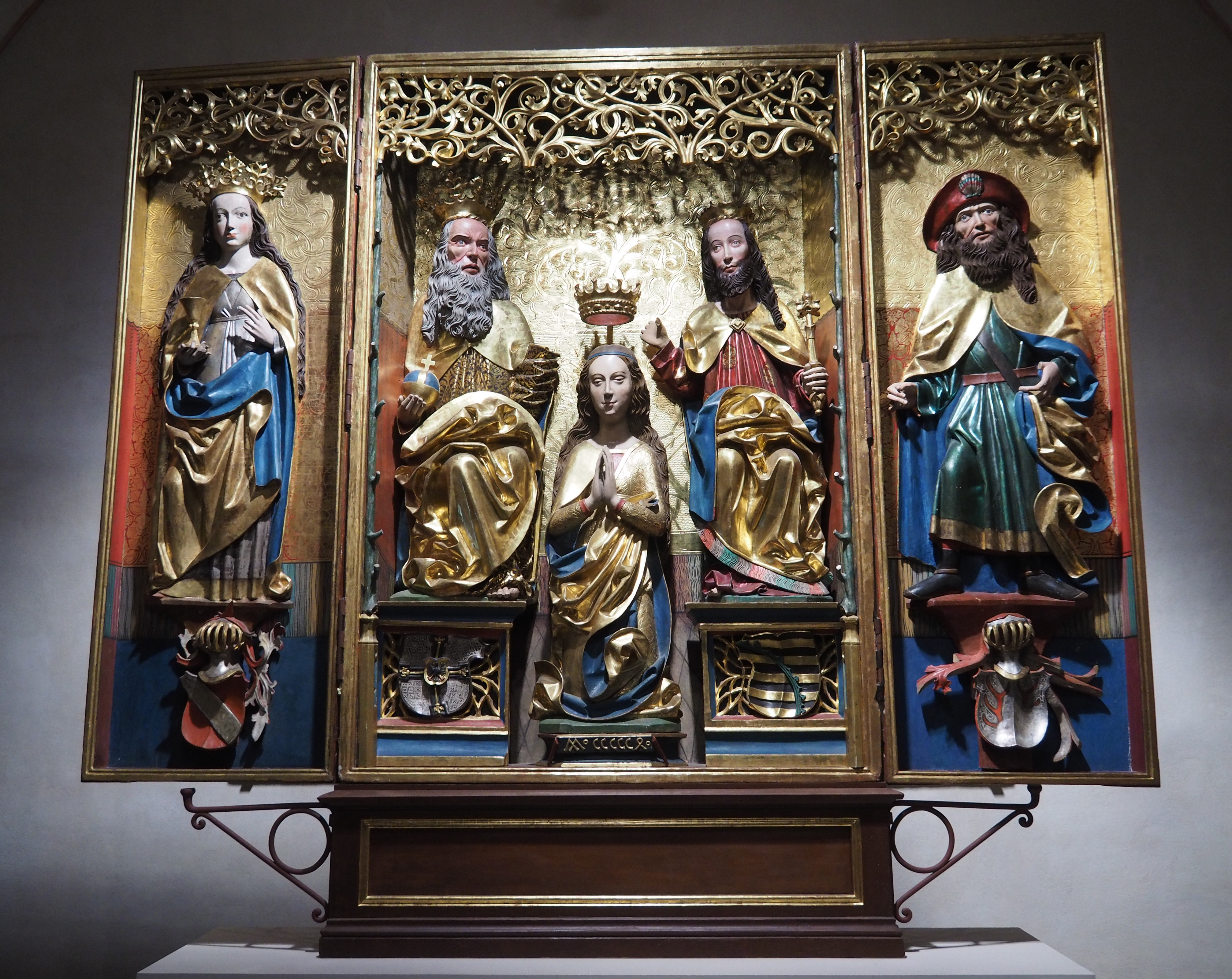
Marienaltar aus Tenkitten, heute Beregowoje, Exklave Kaliningrad
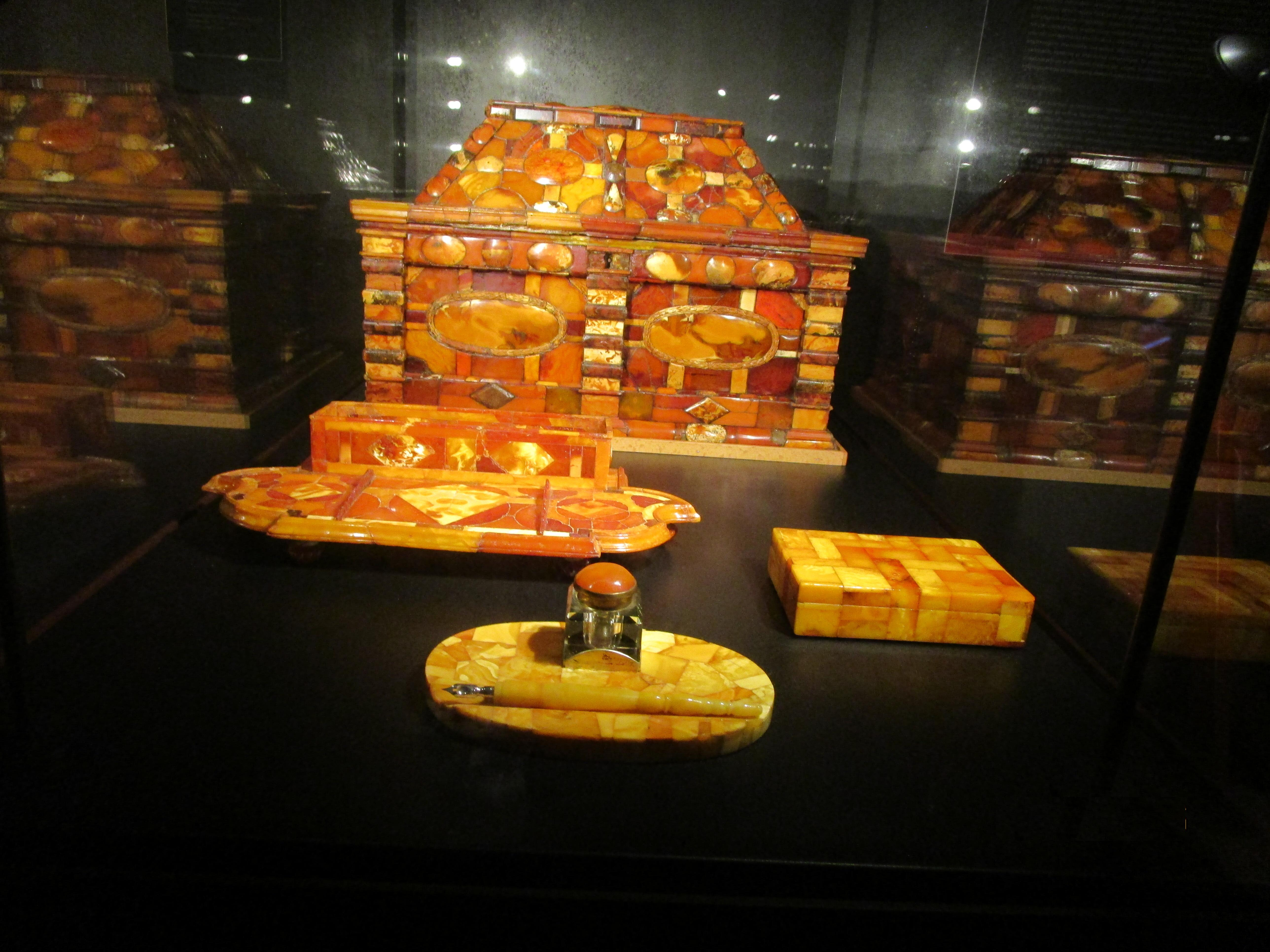
Bernsteinmuseum
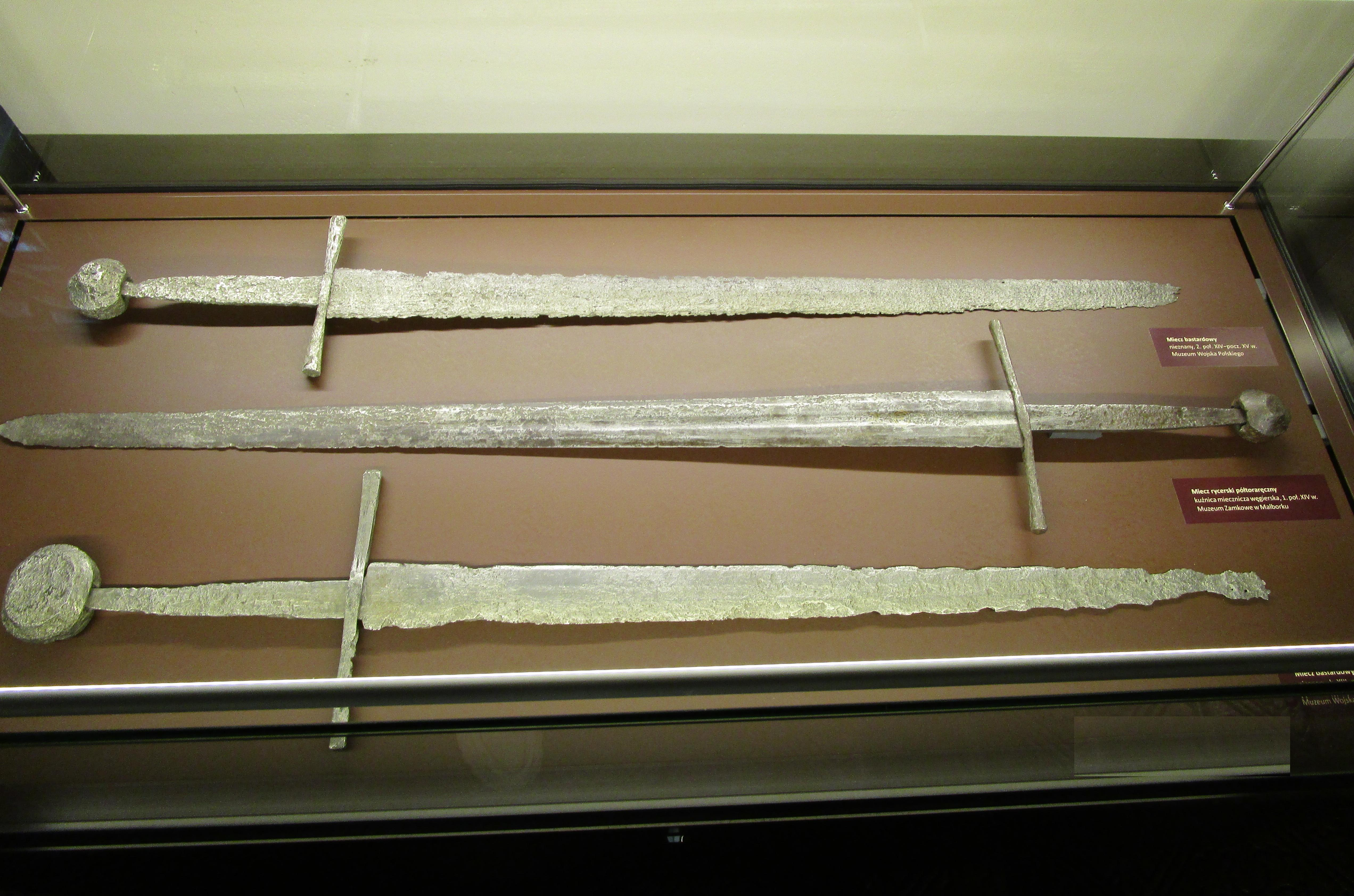
Schwerter im historischen Museum
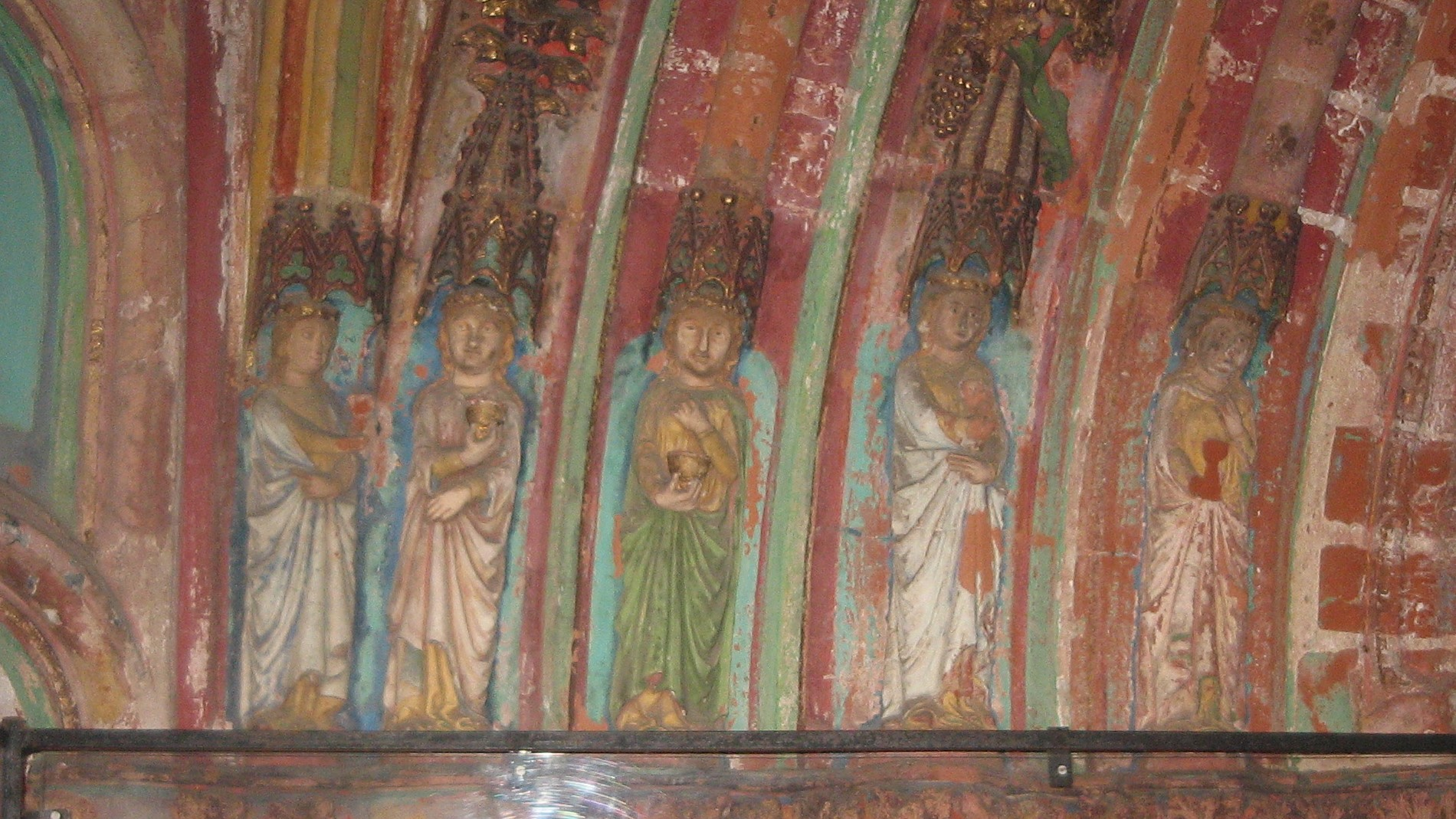
Die fünf klugen Jungfrauen. Archivolte an der sogenannten Goldenen Pforte der Marienkirche

## Geschichte

### Übersicht
Von 1309 bis 1454 war die Marienburg Sitz der Hochmeister des Deutschordensstaats. Danach gehörte sie mit kurzen Unterbrechungen von 1457 bis 1772 zu Preußen Königlichen Anteils, einer autonomen preußischen Provinz, die gegen den Orden opponierte und sich freiwillig unter die Schirmherrschaft der polnischen Krone begeben hatte. Zeitweise befand sich die Burg in dieser Zeit auch unter schwedischer Kontrolle. Nach der Wiedervereinigung der preußischen Teilregionen im Rahmen der Ersten Teilung Polens kam die Burg 1772 zum Königreich Preußen. Nach dem Zweiten Weltkrieg kam sie zusammen mit der südlichen Hälfte Ostpreußens zu Polen.

### Ordenszeit

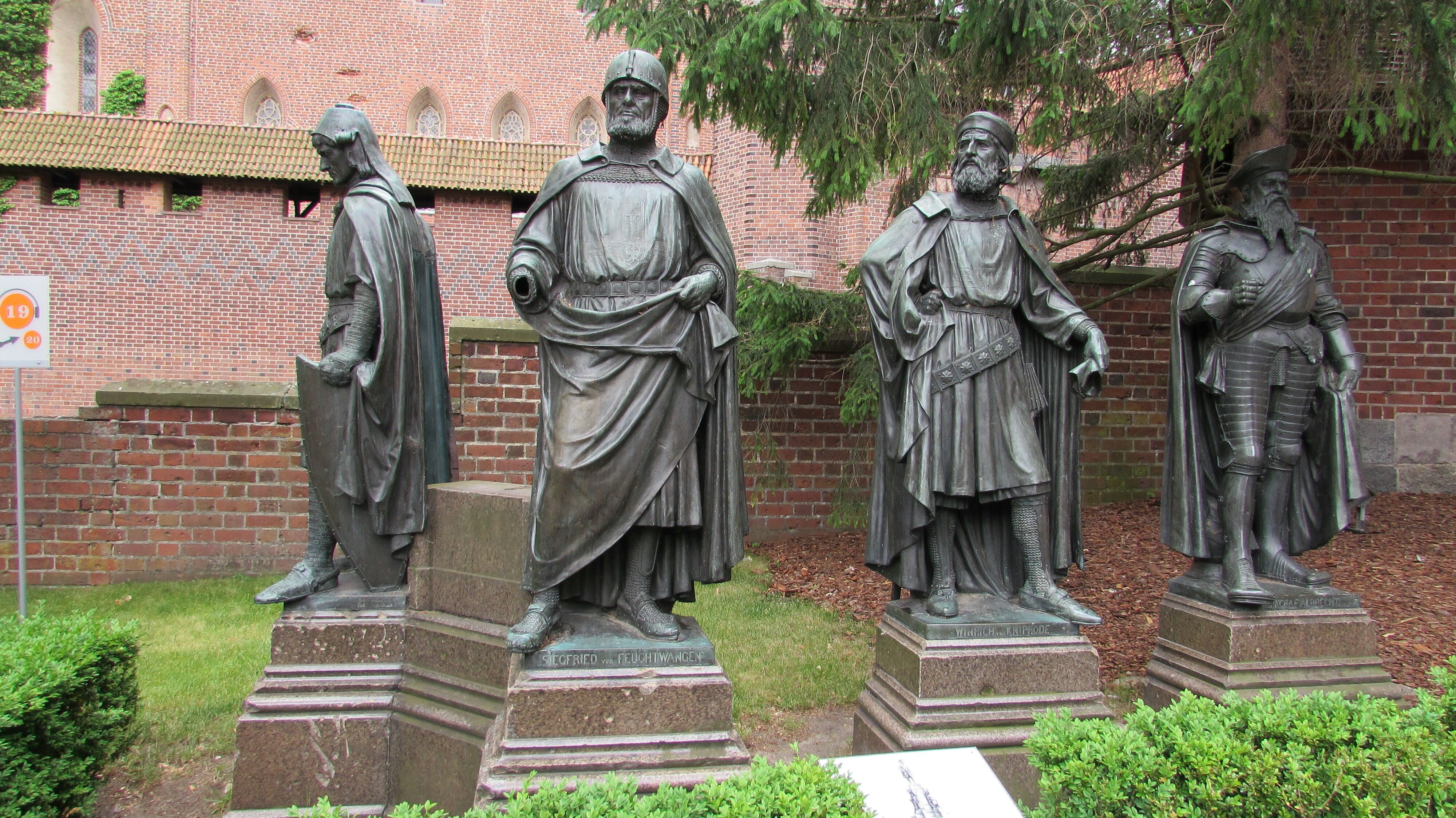
Denkmalgruppe der Hochmeister im Mittelschloss – v. l.: Hermann von Salza, Siegfried von Feuchtwangen, Winrich von Kniprode und Albrecht von Brandenburg

Im Zuge seiner Ostexpansion sicherte der Deutsche Orden die eroberten Gebiete durch den Bau von Burgen. Zu diesen gehörte auch die Marienburg, die zwischen 1270 und 1300 am Ufer der Nogat, eines Mündungsarms der Weichsel, errichtet wurde. Sie diente ursprünglich als Sitz des Landmeisters. Ihren Namen erhielt die Burg nach der Schutzpatronin des „Ordens der Brüder vom Deutschen Haus St. Mariens in Jerusalem“, wie die vollständige Bezeichnung des Deutschen Ordens lautete.
Während der Orden in Osteuropa große militärische Erfolge erzielte, musste er im Heiligen Land schwere Rückschläge hinnehmen. 1271 ging seine Hauptfestung Montfort verloren. Mit der Festung Akkon fiel 1291 das letzte Bollwerk der Kreuzfahrer im Heiligen Land. Daraufhin verlegte der Deutsche Orden seinen Hauptsitz nach Venedig. Ein Jahrzehnt später reifte die Erkenntnis, dass an eine erfolgreiche Rückeroberung Palästinas nicht zu denken war. Als alternatives Betätigungsfeld bot sich Preußen an.
Als 1307 der Templerorden aufgelöst wurde und 1308 bzw. 1309 die Übernahme von Danzig durch den Deutschen Orden erfolgte, verlegte Hochmeister Siegfried von Feuchtwangen im September 1309 seinen Sitz von Venedig in die Marienburg. Die Festung wurde nach und nach zum Schloss ausgebaut, da sie sich für die Repräsentationszwecke eines so mächtigen Ordens bald als zu beengt erwies. Beispielsweise fanden hier die großen Kapitel des Gesamtordens statt, an denen auch Deutschmeister und Meister aus Livland teilnahmen und auf denen der Hochmeister des Ordens gewählt wurde. Im Laufe des 14. Jahrhunderts weilten regelmäßig auch Repräsentanten des europäischen Hochadels bei Preußenfahrten in der Marienburg.
Nach der Niederlage des Ordens in der Schlacht bei Tannenberg gegen Polen-Litauen kam es 1410 erstmals zu einer weitreichenden Belagerung der Marienburg. Dabei gelang es Heinrich von Plauen, die Festung zu halten.

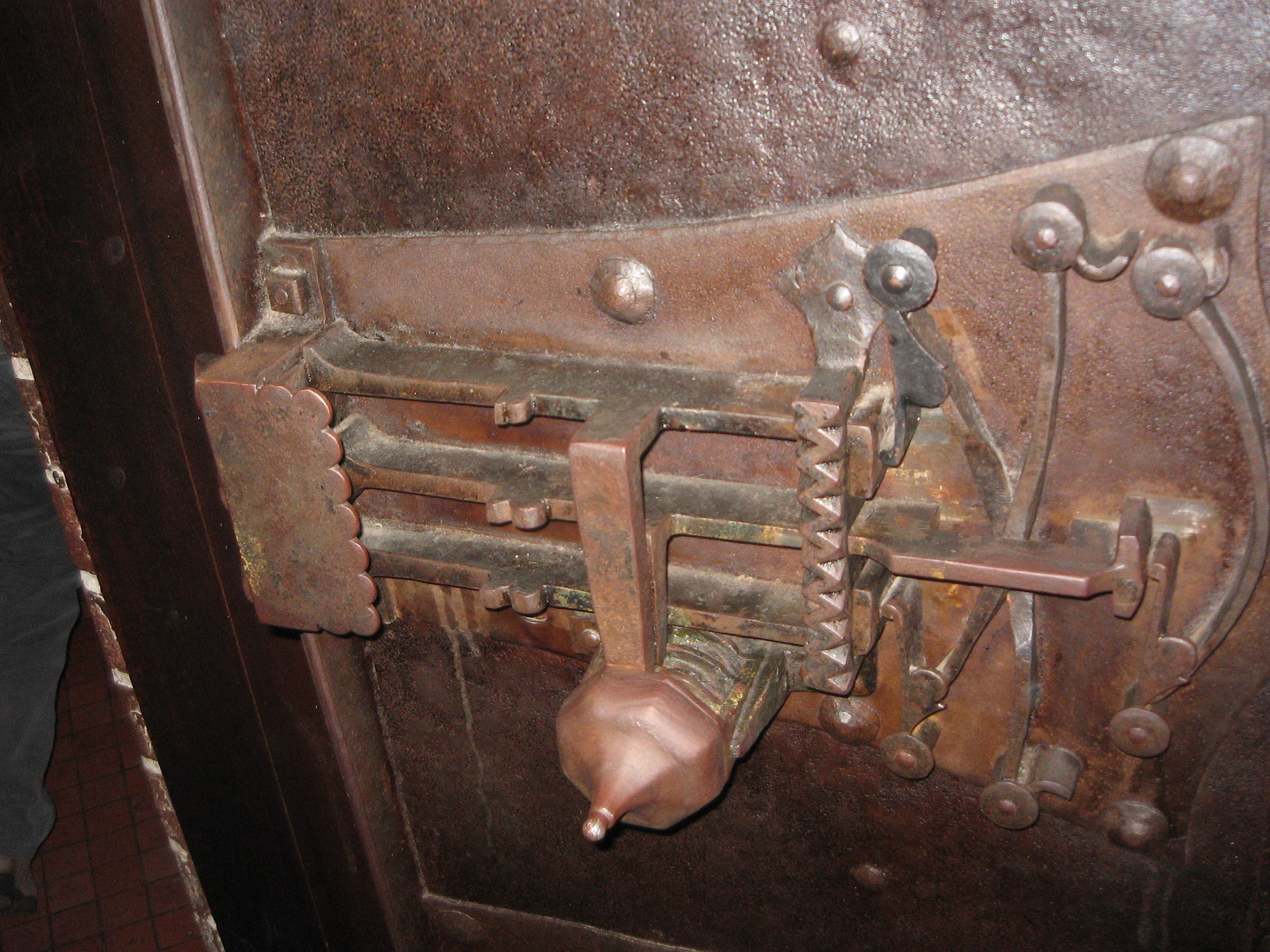
Die Tür zur Schatzkammer war mit einem dreifachen Schloss gesichert; sie konnte nur von den drei Besitzern der Schlüssel – alles hohe Würdenträger des Ordens – gemeinsam geöffnet werden. Ansicht von der Innenseite.

Im Dreizehnjährigen Preußischen Städtekrieg konnte 1454 Hochmeister Ludwig von Erlichshausen die Burg zunächst erfolgreich gegen den polnischen König Kasimir IV. Jagiello verteidigen. Der König unterstützte den Preußischen Bund, in dem sich zahlreiche Städte und Stände gegen den Orden zusammengeschlossen hatten. Da der Hochmeister jedoch mit den Soldzahlungen in Rückstand geriet, musste er die Burg 1455 an seine rebellierenden Söldner verpfänden. Diese verkauften die Festung kurzerhand an den polnischen König.

### Polnische und preußische Herrschaft
Der Hochmeister verlegte seinen Sitz nach Königsberg (das heutige Kaliningrad), und am 7. Juni 1457 zog der König von Polen in die Marienburg ein. Im Zweiten Frieden von Thorn trat der Orden Stadt und Burg endgültig ab. Sie gehörte seitdem zum Preußen Königlichen Anteils. Der restliche Ordensstaat wurde 1525 in das weltliche Herzogtum Preußen umgewandelt, das bis 1657 polnischer Lehenshoheit unterstand. Die Marienburg war anschließend für lange Zeit repräsentativer Sitz der polnischen Könige.
Während des Dreißigjährigen Krieges, in den Jahren 1626 und 1629, besetzten die Schweden die Burg und ein weiteres Mal von 1656 bis 1660 während des Schwedisch-Polnischen Krieges. Mit der 1. Polnischen Teilung kam die Marienburg 1772 zum Königreich Preußen und gehörte ab 1773 zur neugeschaffenen Provinz Westpreußen.
Durch die folgende Nutzung, etwa als Kaserne, wurden viele Elemente der mittelalterlichen Architektur zerstört, und es gab sogar Pläne, das Hochschloss zugunsten eines neuen Magazinbaus abzureißen. Dagegen wandten sich u. a. Friedrich Gilly und Johann Friedrich Frick, die ab 1794 Ansichten der Marienburg veröffentlichten. 1803 rief der Dichter Max von Schenkendorf zur Rettung der Marienburg auf, und 1804 verbot König Friedrich Wilhelm III. weitere Abrissarbeiten. Ab 1817 begannen Restaurierungsmaßnahmen, an denen auch Karl Friedrich Schinkel beteiligt war. Er reiste 1819 im Auftrage des Staatskanzlers Karl August von Hardenberg, der das Hardenbergfenster im Großen Remter stiftete, zur Marienburg. Der Oberpräsident Heinrich Theodor von Schön ließ sie umfassend restaurieren und erhielt dafür von König Friedrich Wilhelm IV. den Ehrentitel „Burggraf von Marienburg“.
Ab 1850 wurde durch die (nördliche) Vorburg die Preußische Ostbahn gebaut. Die Eisenbahnbrücke über die Nogat sollte militärisch gesichert werden. Aus diesem Grund wurde die Vorburg als Brückenkopf ausgebaut unter Benutzung der alten Ringmauer und der Türme – und der Bahndamm wurde quer durch die Vorburg gelegt. Die von Carl Lentze 1851–1857 erbaute eiserne Eisenbahnbrücke diente zugleich auch dem öffentlichen Wagen- und Fußgängerverkehr. Diese Brücke war aber aufgrund des Mischverkehrs und der geringen Tragkraft schon bald nicht mehr ausreichend. 1888–1891 wurde deshalb eine neue eiserne Brücke 68 m nördlich der alten errichtet. Erneut wurde der Bahndamm durch die Vorburg geschüttet und so die Nordmauer auf 110 m Länge verdeckt. Der Recketurm, auch Buttermilchturm genannt, der Stadtbefestigung der Stadt Marienburg stand nun genau zwischen dem alten und neuen Bahndamm. Beide Brücken wurden 1945 von der abziehenden Wehrmacht gesprengt. Die Brücke von 1857 wurde danach abgetragen, die Brücke von 1891 wurde mit einfachen Blechträgern auf den alten Pfeilern wiedererrichtet.

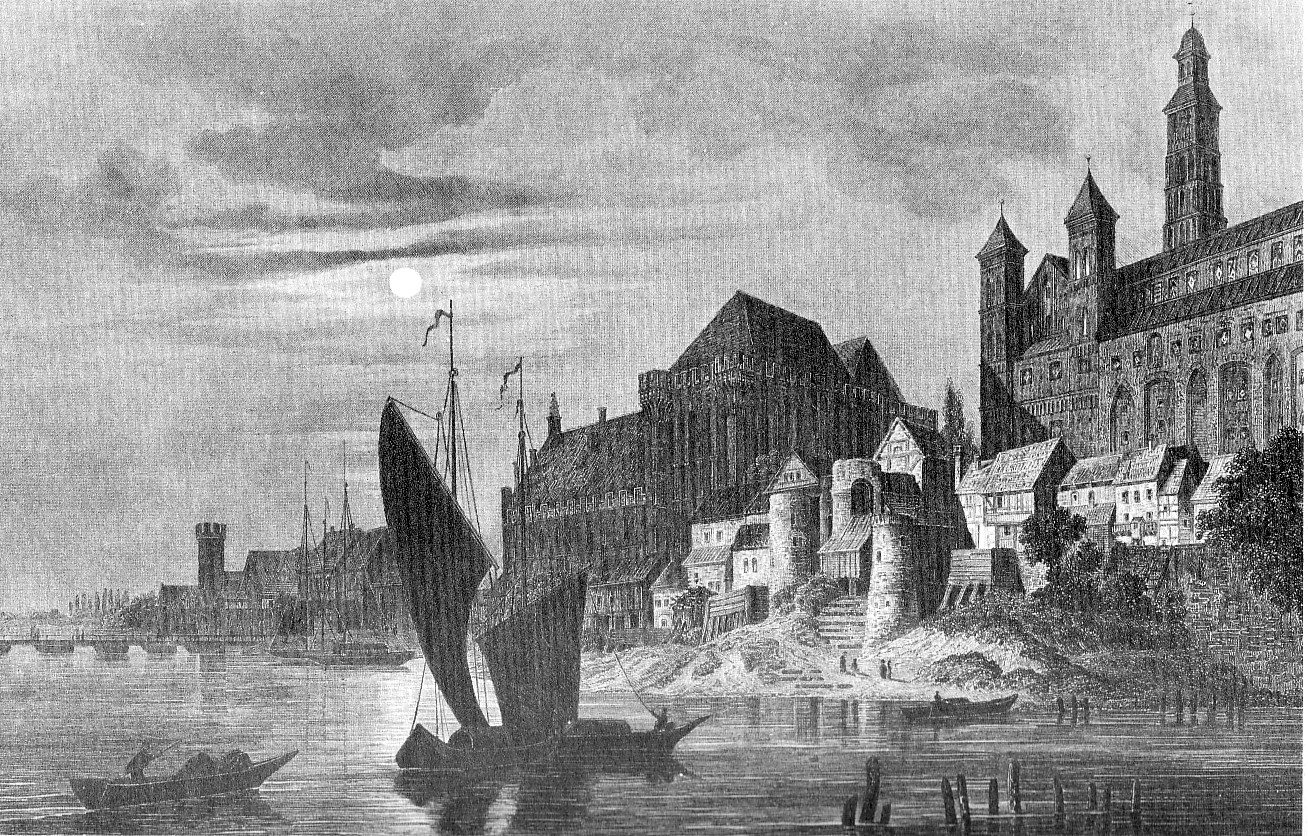
Die Burg von Südwesten, Ansicht um 1850
Das Ordensschloss vom Haupteingang, um die Mitte des 19. Jahrhunderts (Lithographie).
Das Ordensschloss von der Nogat-Seite, um die Mitte 19. Jahrhunderts (Lithographie).
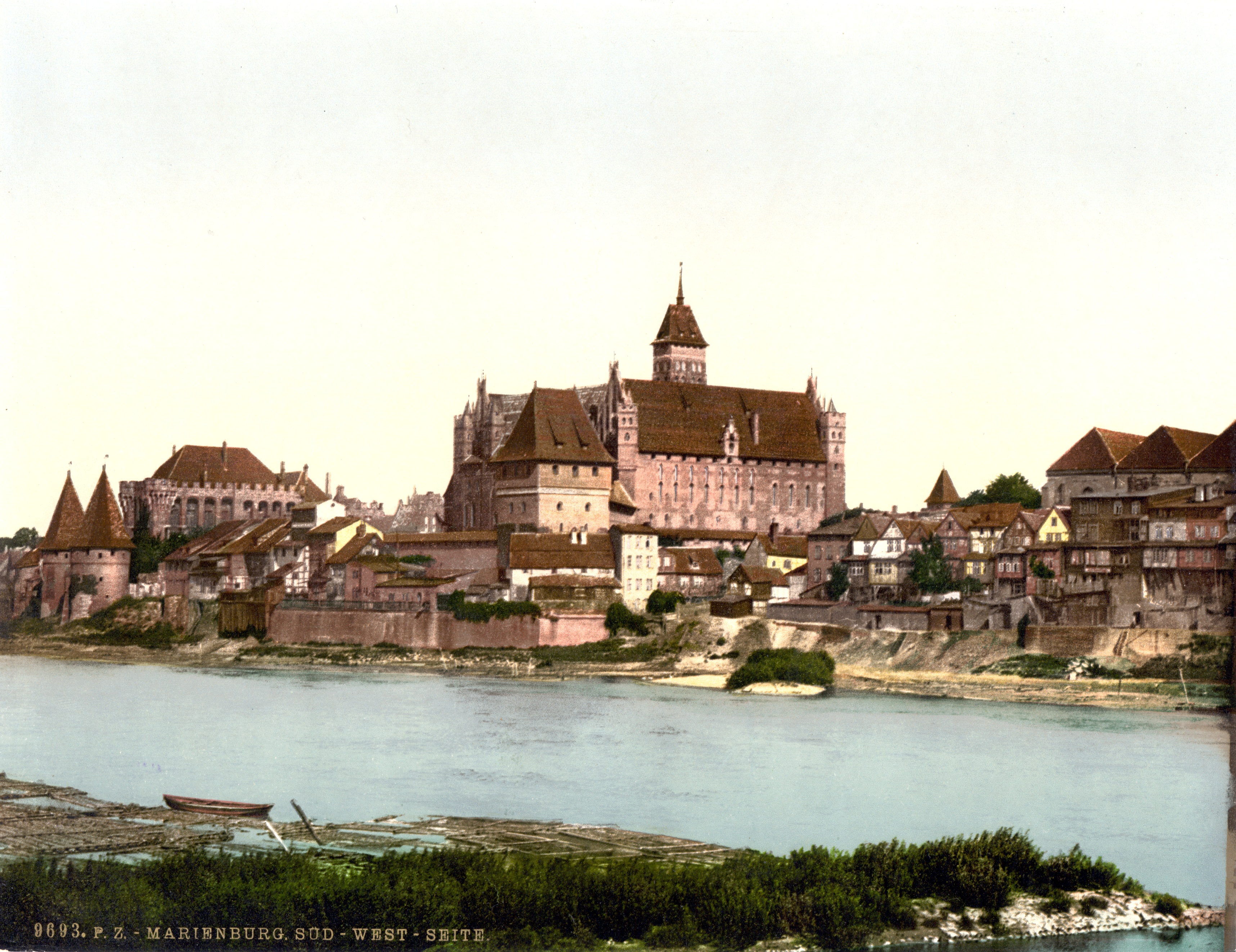
Die Marienburg um 1895

### Kaiserreich

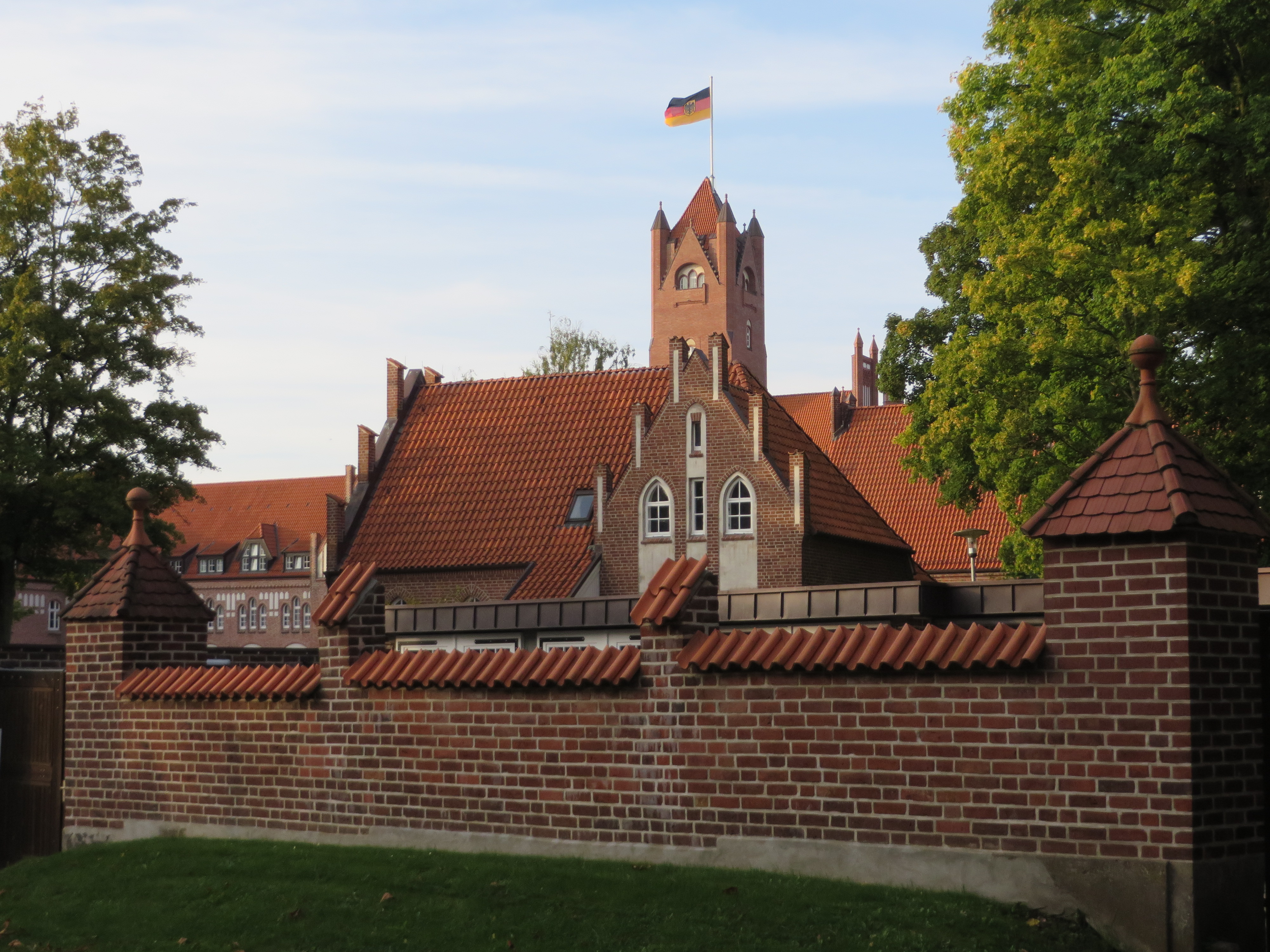
Rotes Schloss der Marine in Mürwik, 2014. (Hinsichtlich Ähnlichkeiten zur Original-Marienburg siehe folgendes Bild von 2016.)

Während des Deutschen Kaiserreichs spielte die Burg unter der Regierung von Kaiser Wilhelm II. eine wichtige Rolle in der nationalen Identität. Die Ordensburg war eine der offiziellen Pfalzen des Kaisers. In den Jahren 1896 bis 1918 wurde die Marienburg von Conrad Steinbrecht nachhaltig restauriert. Abgeschlossen werden konnte die Rekonstruktion erst 1922.
Bei der Einweihung der ebenfalls 1901–1908 restaurierten Hohkönigsburg erwähnte Wilhelm II. auch die Marienburg und ihren Status mit den Worten: „Möge die Hohkönigsburg hier im Westen des Reiches, wie die Marienburg im Osten, als ein Wahrzeichen deutscher Kultur und Macht bis in die fernsten Zeiten erhalten bleiben.“ 1907 wurde zudem als Ersatz für die Marineakademie und -schule Kiel die Marineschule Mürwik in Flensburg-Mürwik erbaut, die als Hauptwerk der Wilhelminischen Zeit (vgl. Wilhelminismus) gilt und bei der man sich am Bau der Ordensburg Marienburg orientierte.
Im Ersten Weltkrieg war die Marienburg für einige Wochen der Sitz des Oberkommandos der VIII. Armee unter Hindenburg und Ludendorff.

### Nationalsozialismus
Ab 1933 ideologisierte der Nationalsozialismus den Deutschen Orden und damit auch die Marienburg, ähnlich wie das Tannenberg-Denkmal. Die NSDAP und SS bzw. ihre Funktionäre nutzten sie häufig für Tagungen, Feierlichkeiten und Aufmärsche. 1934 wurde mit dem Bau eines großen Thingplatzes auf der Ostseite der Burg begonnen. Es gab auch Planungen für den Neubau einer „NS-Ordensburg“ nordöstlich der mittelalterlichen Anlage, die aber nicht mehr verwirklicht wurden. 1937 wurde die Burg als „Burg des deutschen Jungvolkes“ ausgebaut und eingerichtet.

### Zerstörung und Wiederaufbau
Die Wehrmacht hatte bereits frühzeitig die Marienburg befestigt und bei Annäherung der Roten Armee besetzt. 2500 Wehrmachtssoldaten verteidigten die Marienburg bis zum 9. März 1945 zwei Monate lang gegen die Angriffe der Sowjetarmee. Diese beschoss die Burg im Rahmen der Belagerung unter anderem mit schwerer Artillerie. Während und auch noch nach Abschluss der Kampfhandlungen wurde die Bausubstanz zu 60 Prozent zerstört, wobei insbesondere die vom Fluss abgewandte Ostseite betroffen war.
Mit Hinterpommern, West- und Ostpreußen fielen Stadt und Burg 1945 an Polen. Bereits ab 1946 erfolgte die schrittweise Restaurierung durch den polnischen Staat. Bis 1951 sollte die Burg als Teil des polnischen Armeemuseums ausgebaut werden und unterstand deshalb dem Militär. Im Vordergrund standen Aufräumungs- und Sicherungsarbeiten, auch die Reparatur und Wiederherstellung der Dächer wurde vordringlich ausgeführt, wobei die vormaligen bunten Ziegelmuster jedoch nicht originalgetreu wiederhergestellt wurden. Ab 1951 übernahm dann für 10 Jahre der Polnische Verband für Tourismus und Landschaftskunde (Polskie Towarzystwo Turystyczno-Krajoznawcze, PTTK) die Burg. Dann wurde ein örtliches Komitee für den Schutz und Aufrechterhaltung der Burg gegründet und das Museum der Marienburg (Muzeum Zamkowe w Malborku) gegründet. Das geschah auch, weil bisher kaum auf Originalität nach Unterlagen geachtet und sehr sporadisch gearbeitet worden war. Die Initiative war erfolgreich und am 1. Januar 1961 wurde das Schlossmuseum gegründet. Schrittweise wurden Sammlungen zusammengetragen und die fachlich begleitete Rekonstruktion der Burg vorangetrieben.
Seit einigen Jahren sind auch die Marienkirche und der große Turm wieder für die Öffentlichkeit zugänglich; dessen (beim ursprünglichen Bau nicht von Anfang an vorhandene) oberste Stockwerke mit dem Dachaufsatz wurden allerdings nicht rekonstruiert. Die Marienkirche wird nur teilweise behutsam restauriert, Flächen und Elemente bleiben teilweise so erhalten, wie sie unmittelbar nach dem Krieg vorhanden waren. Das Ausmaß der Zerstörung wird so auf eindringliche Weise dokumentiert.
Zwischen 2011 und 2014 wurde das Neue Tor im sogenannten Plauen-Bollwerk für 5,5 Millionen Euro wiedererrichtet und für Besucher geöffnet. Das Neue Tor war früher der Hauptzugang zur Burg gewesen. Ein weiterer Höhepunkt der Wiederaufbauarbeiten war die Rekonstruktion des Marien-Standbildes bis 2016.
Die polnischen Restauratoren haben die Zerstörungen vor 1945 und den nachfolgenden Wiederaufbau auch dadurch sichtbar dokumentiert, dass sie die Originalteile in ihrem Bestand und der Färbung beließen und die rekonstruierten und restaurierten Gebäudeteile in den Färbungen der moderneren Materialien realisierten. Somit ist ein Vergleich des Zerstörungsfotos mit den gegenwärtigen Fotos augenscheinlich möglich.
Am 31. März 2016 wurde die originalgetreu wiederhergestellte, acht Meter hohe, Figur der Mutter Gottes in der Außennische der Ostwand der Marienkirche neu geweiht; damit ist der Wiederaufbau der Marienkirche äußerlich abgeschlossen.

#### Rezeption des Wiederaufbaus
Nachdem der Wiederaufbau und dessen Einordnung zuvor Gegenstand heftiger, weitgehend antideutsch gefärbter Diskussionen in Polen gewesen waren (unter anderem war die Rede von der „Domestizierung eines fremden Erbes“ gewesen), regte die damalige Burgkustodin Eleonora Zbierska bereits 1973 (nach dem Wiederaufbau des Hoch- und Mittelschlosses) erfolgreich an, die Marienburg von einem Ort konfrontativer Erinnerungen zu einer europäischen Stätte der Begegnung umzugestalten; in diesem Zusammenhang äußerte sie:

„Die Marienburg bleibt ein Bauwerk, das so differente und kontroverse Interpretationen als ein symbolischer und eigentümlicher Ausdruck der deutsch-polnischen Beziehungen hervorruft […]. Es scheint, dass uns die aktuelle Situation in Europa die einmalige Chance bietet, in das Bewusstsein der jungen Generationen das objektive Wissen über die Vergangenheit einzupflanzen und die schädlichen Mythen und nationalistischen Geschichtsbilder zu beseitigen.“

### Heutige Situation
Die Marienburg ist heute einer der wichtigsten Anziehungspunkte für Touristen in Polen; sie wird überwiegend als Museum genutzt. Neben den historischen Ausstellungsstücken sind auch Sammlungen, die nicht unmittelbar mit der Burggeschichte zusammenhängen, wie das Bernsteinmuseum, in der Burganlage zu finden. Für Besucher stehen zwei unterschiedlich lange Routen zur Verfügung, die mithilfe von mehrsprachigen Audio-Guide erkundet werden können. Während die kürzere Tour in etwa anderthalb Stunden einen Überblick vermittelt, bietet die ausführlichere historische Route mit rund dreieinhalb Stunden einen vertieften Einblick in die Anlage.
Die weiträumige mittelalterliche Anlage gilt mit 21 Hektar Gesamt- und 14,3 Hektar Nutzfläche als eine der größten Burgen der Welt vor der Prager Burg auf dem Hradschin und der Veste Oberhaus bei Passau; Sie ist der größte Backsteinbau Europas; mit ihrer architektonischen Gestaltung im Stil der Backsteingotik wurde sie zum Vorbild vieler anderer Bauten, z. B. der Marineschule Mürwik. Das UNESCO-Weltkulturerbe beherbergt mehrere Ausstellungen und kann das ganze Jahr über besichtigt werden.
Seit dem 7. Dezember 1997 gehört die Marienburg zum Weltkulturerbe der UNESCO. Die Marienburg wird zudem in der polnischen Liste der staatlichen Kulturgüter (pomnik historii) geführt.

## Sagen

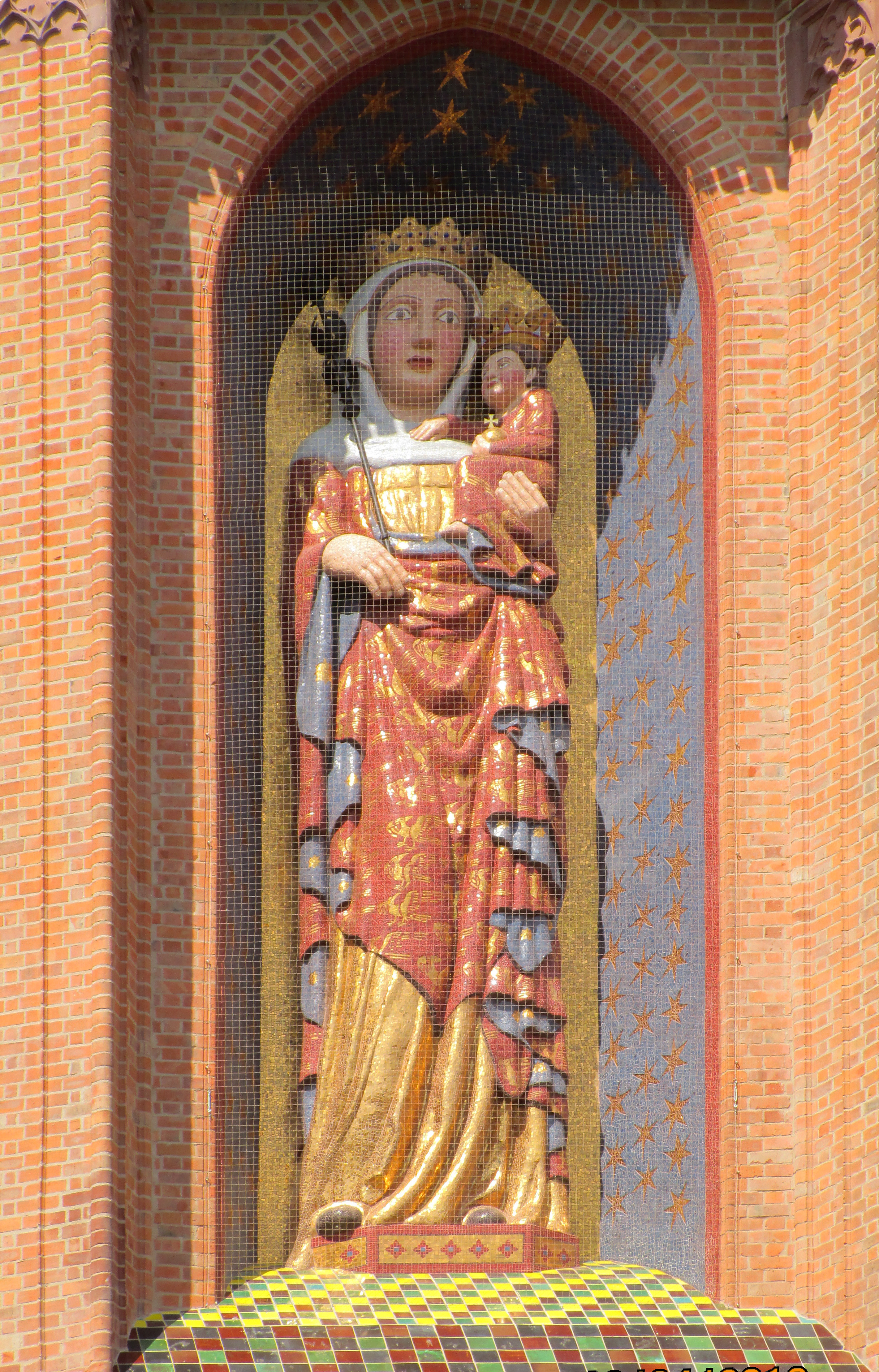
Die Marienfigur – Objekt der Legendenbildung

Verschiedene Sagen und Legenden sind zur Marienburg überliefert. Im 19. Jahrhundert zeichnete Ludwig Bechstein einige von ihnen unter dem Titel „Die Wunder der Marienburg“ auf:
- Zur Entstehung der Marienburg überlieferte er die Sage, dass die Kreuzritter in Jerusalem das Haus bewohnten, in dem der Heiland mit seinen Jüngern das letzte Abendmahl abhielt. Einen Stein dieses Hauses hätten die Kreuzritter mitgenommen und ihn als Grundstein der Marienburg gesetzt, weshalb der Bau unter göttlichem Schutz stehe.
- Zur – inzwischen wieder – weithin sichtbaren Madonnenstatue an der Marienkirche überlieferte Bechstein die Sage, dass der Künstler – als er sie vollendet hatte – sich nur ungern von ihr trennen wollte. Vor der geplanten Übergabe habe er daher eine geweihte Kerze vor dem Bildnis entzündet und unter Tränen gebetet. Die Madonna habe gnadenvoll gestrahlt und er habe sodann vor dem Bild den ewigen Frieden gefunden.
- Eine weitere von ihm überlieferte Sage berichtet davon, dass ein Angreifer, der mit seiner Armbrust auf das Marienbildnis zielte, um es zu zerstören, erblindet sei. Ein weiterer Angreifer, der darauf geschossen habe, sei von seinem zurückprallenden Pfeil ins Herz getroffen worden.
- Eine letzte Sage berichtet von zwei Liebenden, die in Stein verwandelt worden seien, da deren gegenseitige Gefühle nicht vom Haus geduldet wurden. Der Sitz des Ordens habe vielmehr ein Haus der Entsagung irdischer Lust sein sollen.[21]

## Künstlerische Rezeption

### Balladen
- Joseph von Eichendorff: Der Liedsprecher.
- Karl Simrock: Das Gnadenbild zu Marienburg.
- Felix Dahn:  Der Scheidetrunk von Marienburg.
- Felix Dahn: Die Mette von Marienburg.
- Felix Dahn: Die letzten Ritter von Marienburg.
- Agnes Harder: Die Marienburg.

### Prosawerke
- Joseph von Eichendorff: Die Marienburg (Digitalisat).
- Alexander von Ungern-Sternberg: Die Ritter von Marienburg (Digitalisat).
- Rudolph Genée: Marienburg (Roman, 1884).
- Edith von Salburg: Der Hochmeister von Marienburg. Ein historisches Trauerspiel in fünf Acten. Styria, Graz 1888 (Digitalisat).

### Oper
- Ernst Heinrich Schliepe: Marienburg (Textdigitalisat).